# Fotografi della guerra di secessione americana

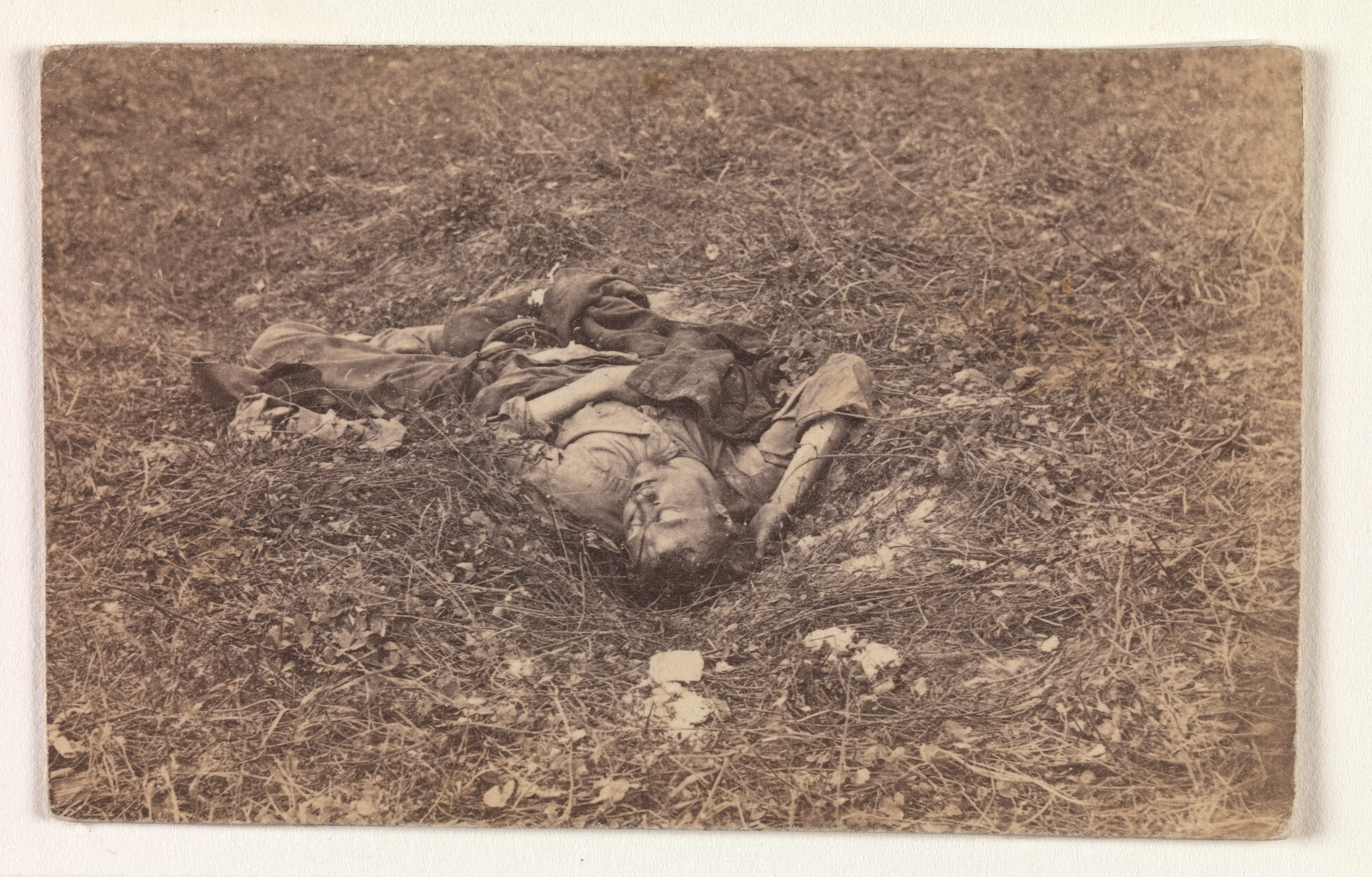
Un soldato confederato caduto sul campo della Battaglia di Antietam, in una foto di Alexander Gardner.

I fotografi della guerra di secessione americana furono numerosi e molto attivi in entrambi gli schieramenti in campo; la guerra civile fu il primo conflitto del XIX secolo ampiamente coperto dai mezzi di comunicazione di massa sia attraverso i reporter informativi - uno dei primissimi casi di vero e proprio giornalismo di guerra - giunti nei pressi dei maggiori scontri che tramite i loro addetti specializzati nel raccogliere le immagini.
Vi furono poi una larga schiera di fotografi, anche di altre nazionalità, che lavorarono in più o meno piena completa autonomia con l'esplicito intento di documentare le tragedie di quella che si rivelò ben presto anche una guerra giornalistica combattuta con le armi della propaganda.
Le immagini in tal modo raccolte avrebbero fornito ai posteri una registrazione visiva completa del catastrofico evento che causò più di mezzo milione di morti, ma anche delle sue massime figure - dai generali di spicco ai soldati semplici -, contribuendo a creare una forte impressione di compartecipazione sulla popolazione civile.
Una cosa che invece non è generalmente nota al grande pubblico è il fatto che circa il 70% delle fotografia documentaria della guerra è stata catturata dagli obiettivi gemelli di una fotocamera stereoscopica. 

Il generale William Tecumseh Sherman in una foto di Mathew B. Brady.

Lo scontro fratricida statunitense fu la prima guerra della storia la cui più intima realtà avrebbe fatto irruzione all'interno delle stesse case della popolazione comune; sarebbe stata portata nel bel mezzo delle strade di tutte le città, dai maggiori centri urbani degli Stati Uniti d'America nord-orientali ai più piccoli villaggi sperduti nel vasto West.
Tutto ciò non solo grazie alle rappresentazioni visivo-descrittive espresse nei giornali, negli album fotografici appositamente realizzati e nei ritratti per carte de visite, ma soprattutto a causa di un nuovo popolare formato 3D denominato stereoscopio o "stereocard". Milioni di tali "cartoline-ricordo" verranno prodotte ed acquistate da un pubblico desideroso di sperimentare la natura dell'impresa bellica in una modalità completamente nuova e mai veduta prima.

## Contesto storico
La guerra di secessione (1861-1865) fu il quinto conflitto nella storia in ordine di tempo ad essere fotografato, dopo 
1. la Guerra messico-statunitense (1846-1848) combattuta nel corso della presidenza di James Knox Polk,
2. la Guerra di Crimea (1854-1856) a cui partecipò anche un contingente inviato dal Regno di Sardegna e che vide per la 1ª volta all'opera le infermiere di Florence Nightingale,
3. i Moti indiani del 1857 scoppiati nell'Impero anglo-indiano contro il colonialismo dell'impero britannico
4. ed infine la Seconda guerra d'indipendenza italiana del 1859 contro l'impero austro-ungarico.

## Nordisti

Mathew B. Brady comincerà a scattare le sue prime foto poco dopo la Prima battaglia di Bull Run, avendo in dotazione una spada consegnatagli per la propria difesa personale da un soldato del "New York Fire Zouaves" (l'"11th New York Infantry".

### Mathew B. Brady
Mathew B. Brady (1822 - 1896), figlio di immigrati irlandesi, nacque nella Contea di Warren (New York) ed avrebbe speso quasi interamente la propria fortuna per riuscire ad accumulare il maggior numero di foto ritraenti sia i grandi episodi guerra e i massimi generali che le vedute dei luoghi di minor impatto emotivo e gli anonimi partecipanti tra i volontari rimasti del tutto sconosciuti.
Fin dai primi anni del decennio 1840 egli era un produttore di custodie e astucci ingemmati per dagherrotipi a New York. Nel 1844 aprirà la sua 1° galleria fotografica al numero 205 di Broadway, la "New-York Daguerreian Miniature Gallery", dopo che insieme al collega Edward Anthony (1819 - 1888) aveva ricevuto i primi rudimenti sulla materia da parte di Samuel Morse per un compenso di 50 dollari.
Ancora ventenne uno dei primi obiettivi di Brady fu quello di stabilire nella sua galleria una "hall of fame", una raccolta per immagini degli americani illustri (la Gallery of Illustrious Americans): "fin dall'inizio, mi ritenevo obbligato nei riguardi del mio paese di conservare i volti dei suoi uomini e madri storici".
Nel maggio del 1852, dopo una lunga assenza trascorsa nel continente europeo, ritornò a New York e cominciò a cercare i trattamenti da effettuare contro gli effetti negativi contratti dall'avvelenamento da mercurio, un evento già allora molto comune il quale - col trascorrere del tempo - prima rovinava parzialmente la qualità delle immagini con la polarizzazione e successivamente anche la salute di coloro che ne erano stati a stretto contatto.
Nel 1856, vedendo l'enorme potenziale che poteva dare la stampa riproducibile e ingrandita nei giornali illustrati, ingaggiò l'uomo d'affari nonché fotografo dilettante Alexander Gardner (1821 - 1882) il quale non mancò d'istruirlo nella nuova arte fotografica su cotone collodio umido.
L'ineguagliabile fama di Brady derivò innanzi tutto dalla sua estremamente abile capacità auto-promozionale e da una forte determinazione nel riuscire a sfondare come il fotografo ritrattista più importante dei suoi tempi; sarebbe diventato noto anche come il più celebre fotografo della guerra civile americana. Fin dall'inizio decise di raccogliere direttamente sul campo ed accumulare quante più visioni di guerra possibile, con la consapevolezza che in un futuro non troppo lontano sarebbe stato possibile un mezzo di riproduzione foto-meccanico.
Con un tale scopo in mente acquistò, scambiò, prese in prestito, contrattò e copiò stampe e negativi; le esistevano delle vedute doppie le comperò. Alla luce della vasta pratica acquisita non sorprende quindi che un numero molto grande di scene di guerra le quali non erano in realtà opera sua vennero ad essere associate quasi esclusivamente al suo nome. Quasi tutte le immagini dei luoghi di battaglia sembrarono essere una "fotografia di Brady".
Allo scoppio delle ostilità, ottenute le necessarie autorizzazioni dal Dipartimento della Guerra degli Stati Uniti, cominciò ad acquistare robuste e voluminose macchine fotografiche e si mise in viaggio su un carro facente funzione di camera oscura mobile; così armato si mise a fare i primi scatti; inviò anche i propri impiegati a documentare la lotta e tutto a sue spese personali.

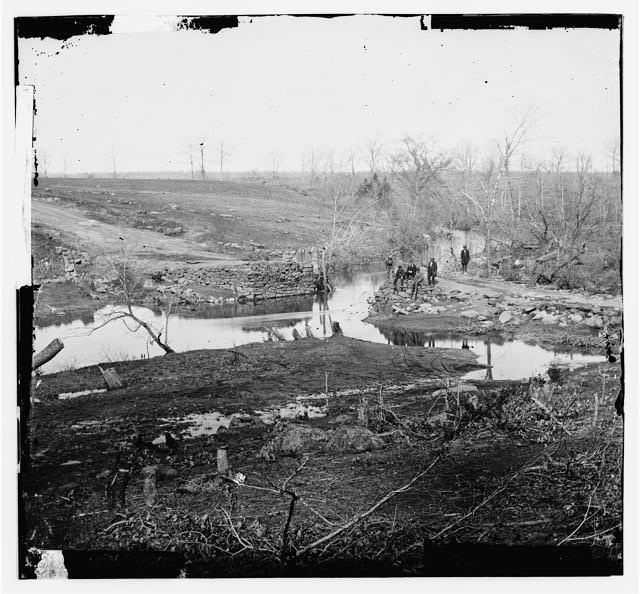
Il torrente infangato di Bull Run nel luglio del 1861, in una foto di George N. Barnard.

La Prima battaglia di Bull Run fornirà l'opportunità iniziale di fotografare uno scontro tra eserciti contrapposti; tuttavia Brady in quel caso tornò indietro senza fotografie conosciute che ritraggono il campo di battaglia. Dopo la grave sconfitta subita in quel caso dall'Unione si diresse già il giorno dopo a Washington, ove sarà fotografato nel proprio studio indossando un soprabito macchiato ed una spada sporca al fianco.
Si conosce molto poco della vita quotidiana di Brady in quanto non teneva alcun diario, non redasse alcuna memoria e lasciò solo ben pochi resoconti scritti. Al termine della guerra stimò di aver speso fino a 100.000 dollari per poter raccoglier più di 10.000 negativi, a cui però il pubblico sembrava non mostrare più alcun particolare interesse: nel 1875 il "Dipartimento della Guerra" si offrirà di venirgli in aiuto acquistando per 25.000 dollari la collezione rimanente nella sua interezza, costituita per lo più da ritratti.
L'agenzia "E. & H. T. Anthony & Company" mantenne il possesso di gran parte delle immagini di guerra scattate da Brady, ricevute da lui stesso come forma di compensazione per i continui indebitamenti nel procurarsi apparecchi, lastre fotografiche ecc. Dal "Dipartimento della Guerra" la collezione passerà all'Signal Corps e solamente nel 1940 fu accolta dai National Archives and Records Administration.
Il 15 gennaio del 1896 Brady morirà senza un soldo nel reparto di carità pubblica del Presbyterian Hospital di New York. Non morì tuttavia del tutto isolato; nei suoi ultimi giorni venne visitato e confortato spesso sia da amici che da semplici ammiratori fino all'ultimo istante. Il rito funebre sarà in larga parte finanziato dagli appartenenti al "7th NYSM" (il "7th Regiment New York State Militia, National Guard"), il reggimento in cui era stato inserito come "membro adottivo".
Mentre è vero che all'inizio, a sue spese l'intraprendente Mathew Brady ottenne le necessarie autorizzazioni dal Dipartimento di Guerra allo scopo di documentare la "ribellione" sarebbero stati però altri, in particolare quei fotografi che erano sotto la supervisione diretta di - o che vennero impiegati da - Alexander Gardner, come Timothy O'Sullivan, James F. Gibson, George Barnard, James Gardner e William Pywell, che avrebbero seguito gli eserciti e in definitiva adempiuto al difficile compito di registrare per i posteri una storia fotografica consequenziale della guerra civile americana.

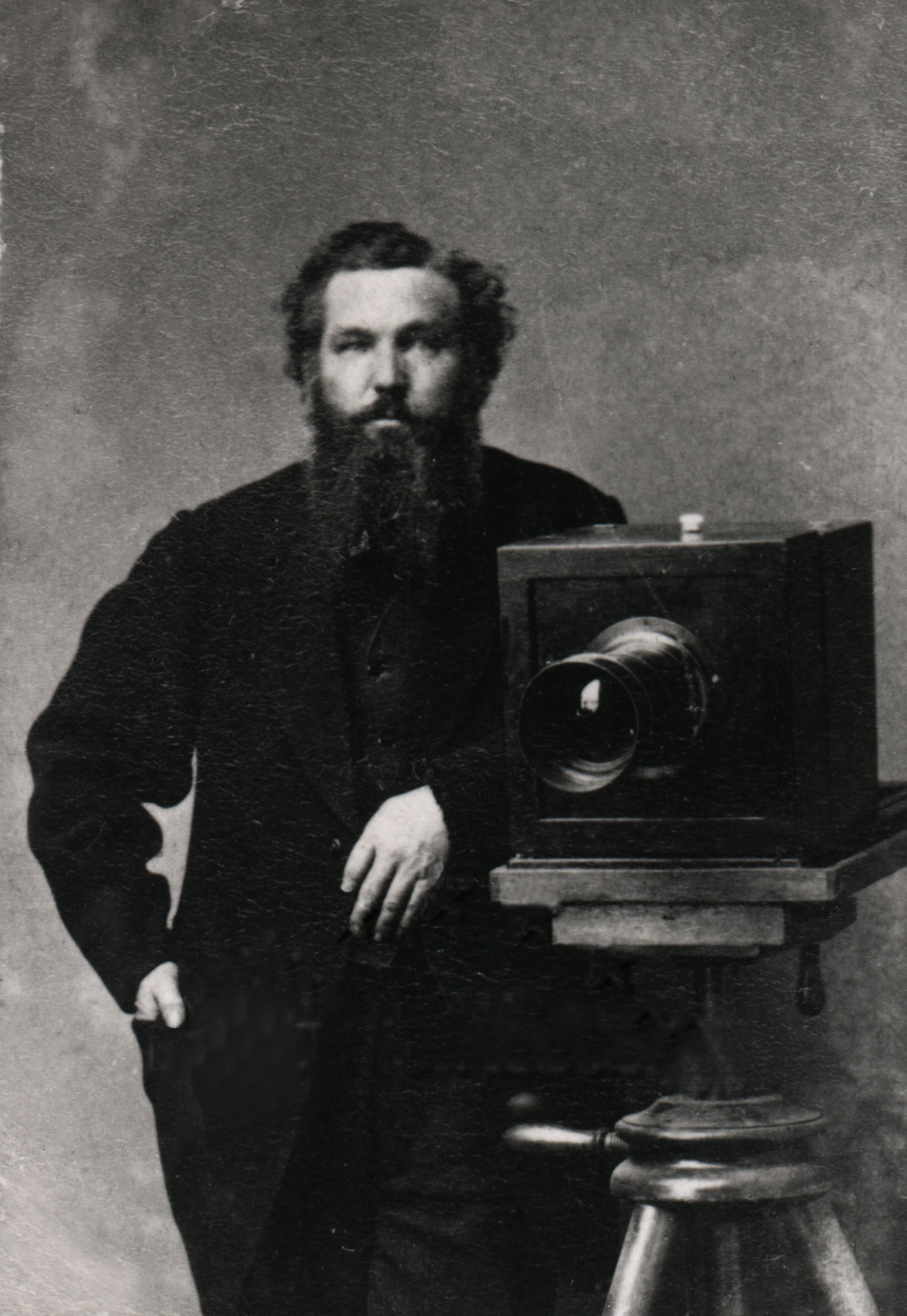
Un autoritratto di Alexander Gardner del 1856.

### Alexander Gardner
Alexander Gardner (1821 - 1882) nacque a Paisley in Scozia e divenne un apprendista gioielliere argentiere all'età di 14 anni; ben presto scoprirà che i propri interessi e massimi talenti naturali risiedevano nei campi della finanza e del giornalismo. A 21 anni lasciò l'impiego alla gioielleria per un posto come reporter al Glasgow Sentinel e dopo appena un anno ne sarà nominato direttore.
L'amore nei confronti della chimica lo portò velocemente a sperimentare con fiducia la neonata tecnica fotografica; rimasto profondamente turbato dallo sfruttamento della classe operaia e dallo spirito dei primi movimenti cooperativistici di origini scozzesi, riuscirà ad organizzare a Monona (Iowa) un'impresa basata sulle teorie del socialismo utopico di Robert Owen, la società cooperativa "Clydesdale Joint Stock Agricultural and Commercial Company".
Ma nel 1853 la maggior parte dei coloni si ammalarono di tubercolosi (allora denominata "consunzione") e ne morirono, tanto che la società dovette essere sciolta. Tre anni più tardi assieme al fratello James e ad altri 7 compagni d'avventura, tra cui la moglie Margaret (1824 - ), il figlio Lawrence (1848 - ), la figlia Eliza (1850 - ) e la madre Jane emigreranno in massa negli Stati Uniti d'America nord-orientali. A far parte del gruppo vi potrebbe essere stato anche il futuro collega James F. Gibson.
Alex si mise subito alla ricerca del già famoso Mathew B. Brady perché lo aiutasse a poter trovare un impiego adatto alle sue competenze; questi lo assunse per gestire la "Washington D.C. Gallery". L'acume e l'esperienza commerciale di Gardner nell'abito della fotografia su cotone collodio umido ed in particolare nell'"Imperial Print" - un ingrandimento di stampa di 17 x 21 pollici - contribuiranno sostanzialmente a portare a Brady un enorme successo.
Le lastre sviluppate, che generalmente erano state fino ad allora utilizzate come elementi positivi per creare dei singoli ritratti chiamati nel loro insieme ambrotipia, cominciarono qui ad essere ampiamente usate come dei negativi i quali impiegavano carte sensibilizzate e rendendo in tal maniera possibile la riproduzione di copie illimitate di Cliché formato-album oltre che di popolari "ritratti-carte da visita".

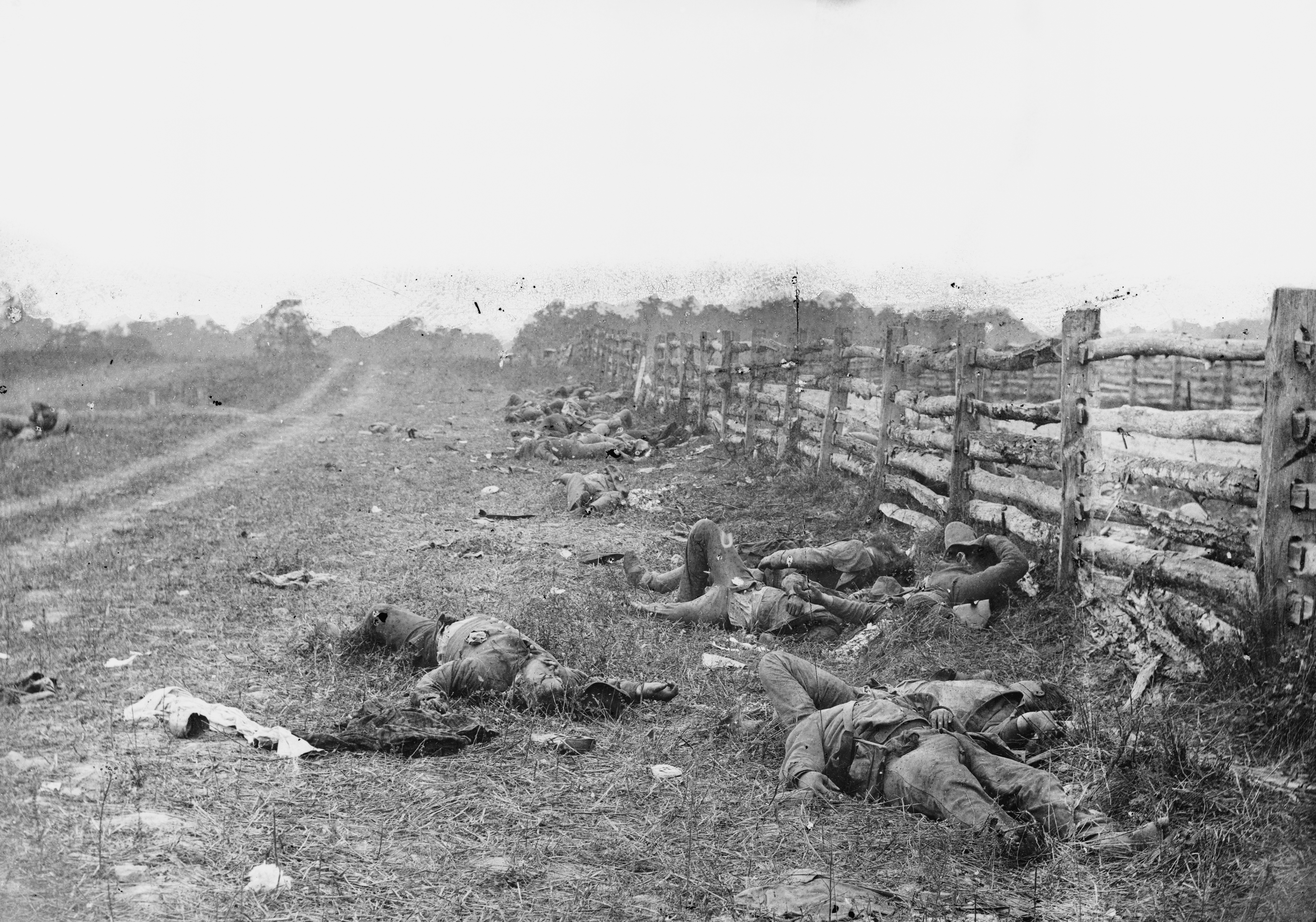
I corpi dei caduti dopo la battaglia di Antietam.

A partire dal novembre del 1861 Gardner venne scelto dallo staff del generale George McClellan, il comandante dell'Armata del Potomac, per essere nominato fotografo ufficiale del Teatro Orientale della guerra di secessione americana con l'assegnazione del rango onorario di capitano. Nel corso del 1862 Gardner e /o i suoi operatori fotografarono i campi della Prima battaglia di Bull Run, della Campagna peninsulare, della battaglia di Cedar Mountain e della battaglia di Antietam.
In quanto i campi della battaglia di Fredericksburg e della battaglia di Chancellorsville rappresentarono delle cocenti sconfitte dell'Unione e rimasero nelle mani del nemico i fotografi Nordisti non riuscirono a raggiungerle.
Nel maggio del 1863 Gardner aveva aperto uno studio fotografico con il fratello James, portando con sé molti degli ex dipendenti di Brady; le prove circostanziate suggeriscono che la separazione tra i due non sarà causata dalle presunte preoccupazioni altruistiche sul corretto riconoscimento dei fotografi nelle opere pubblicate.
Lo stesso Gardner nel 1867 dichiarerà in una deposizione che sebbene una foto fosse stata identificata nella sua cornice come "fotografia di A, Gardner", ciò significava molto semplicemente che essa era stata stampata o copiata nella sua galleria, ma che non necessariamente ne era lui stesso l'autore. La divisione tra lui e Brady sembra invece essere derivata essenzialmente dalle incompetenti pratiche commerciali di quest'ultimo e dalla sua incapacità di soddisfare regolarmente il libro-paga.

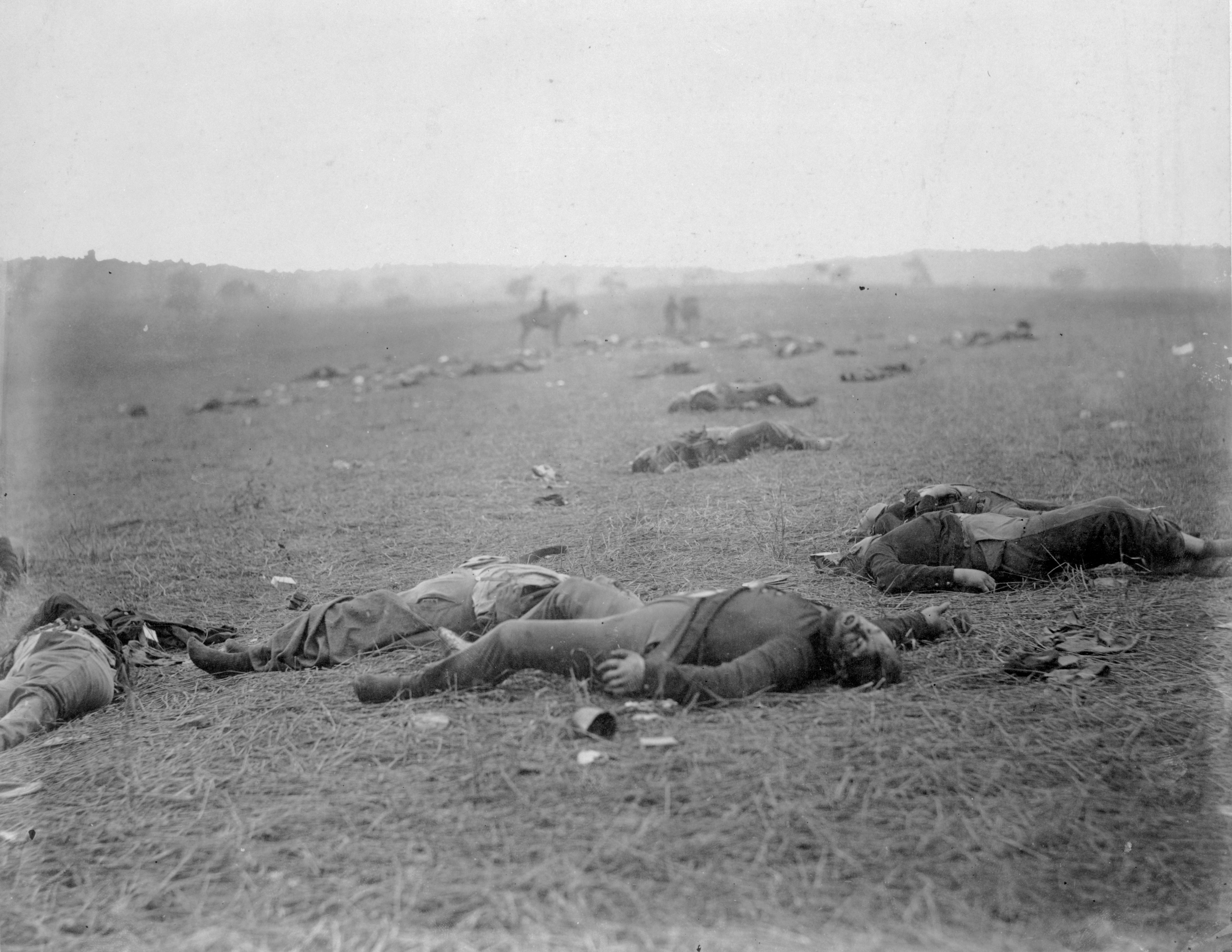
Caduti dopo la battaglia di Gettysburg, in una foto di Timothy O'Sullivan (4-7 luglio 1863).

A luglio del 1863, assieme agli impiegati James F. Gibson e Timothy O'Sullivan, fotografò il campo della battaglia di Gettysburg nella Pennsylvania. Le attività della Campagna terrestre svolte dal comandante generale dell'esercito statunitense Ulysses S. Grant e dell'assedio di Petersburg saranno per lo più immortalate da
O'Sullivan, supervisore dei riferimenti sulle mappe geografiche e del lavoro sul campo. Nel giugno dell'anno seguente la designazione di fotografo ufficiale per la sede del comando di Grant verrà invece affidata a Brady.

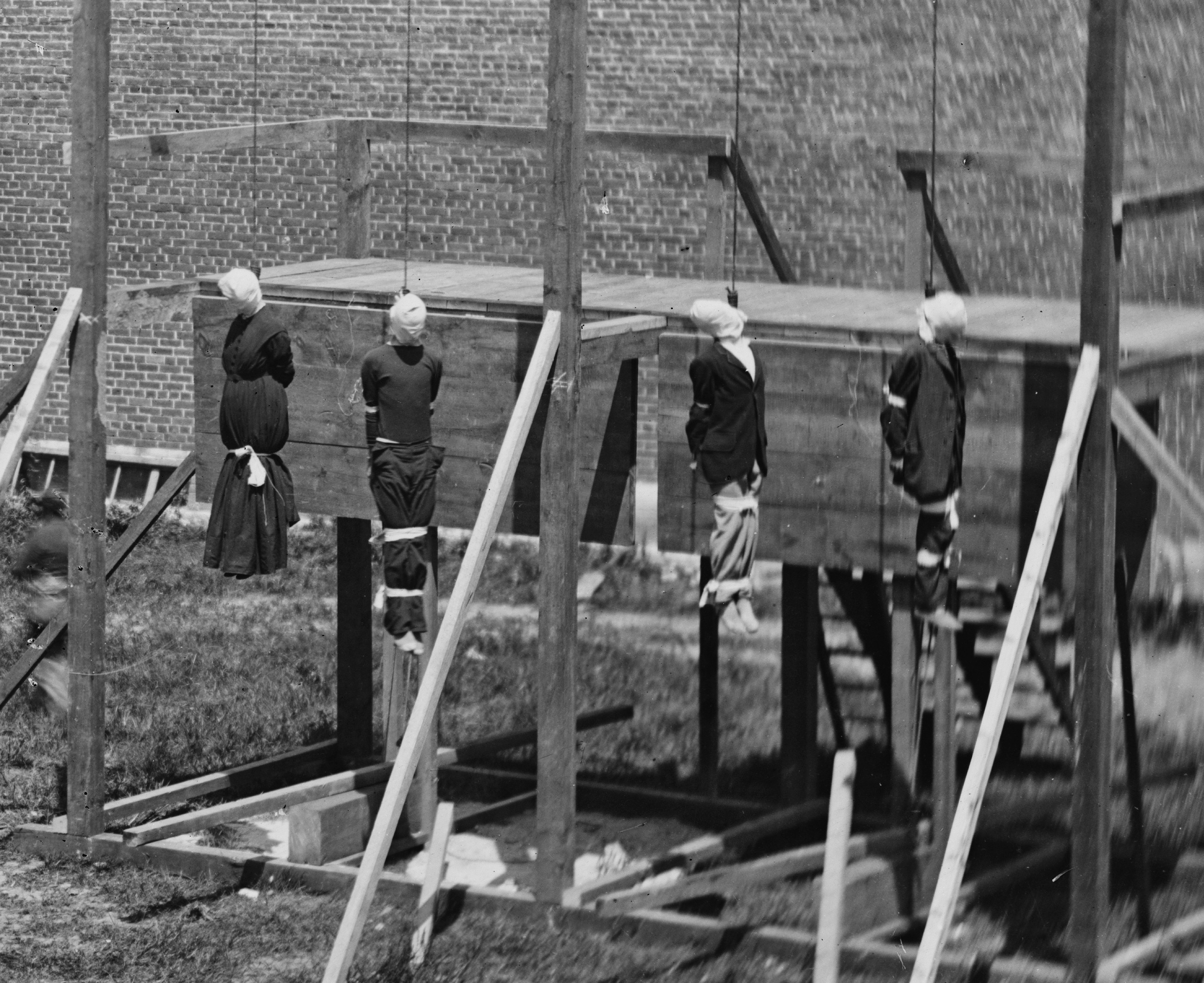
L'impiccagione di Mary Surratt, Lewis Powell, David Herold e George Atzerodt, partecipanti della cospirazione che condusse all'assassinio di Abraham Lincoln; 7 luglio del 1865.

Nell'aprile del 1865 Gardner fotograferà in sequenza Lewis Powell, George Atzerodt, David Herold, Michael O'Laughlen, Edmund Spangler e Samuel Arnold, tutti fatti arrestare per essere implicati nella cospirazione che aveva appena condotto all'assassinio di Abraham Lincoln.
Con l'aiuto di O'Sullivan riuscirà inoltre a fotografare l'esecuzione della pena di morte tramite impiccagione comminata a Mary Surratt, L. Powell, G. Atzerodt e D. Herold nel penitenziario di Washington il 7 di luglio seguente.
Quattro mesi dopo fotograferà anche l'esecuzione di Henry Wirz, comandante del famigerato campo di prigionieri di guerra ad Andersonville (Georgia);la prigione di Andersonville è in seguito divenuta l'"Andersonville National Historic Site".

Il "ritratto di Gettysburg", una fotografia frontale del presidente Abraham Lincoln scattata l'8 novembre del 1864, due settimane prima del celebre discorso di Gettysburg.

Nel 1866, quello che era stato "il fotografo preferito della presidenza di Abraham Lincoln", farà pubblicare la sua prima antologia fotografica consistente in due volumi rilegati in pelle ed intitolata Gardner's Photographic Sketch Book of the War; in un anno ne vennero stampate 2 edizioni. Ognuno dei volumi conteneva 50 stampe da album in grandezza naturale con "imperial size", ognuna delle quali accompagnata da una pagina tipografica descrittiva di accompagnamento.
Tuttavia, al prezzo di 150 dollari per set, non riuscirà ad ottenere il successo sperato. Ad una domanda rivoltagli sul senso e lo scopo del proprio lavoro risponderà: "esso è progettato per parlare da solo... Come ricordi della lotta spaventosa attraverso la quale il paese è appena passato, si spera che avrà un interesse duraturo".
Nel 1867 chiuderà la sua galleria e in compagnia del figlio Lawrence e dell'assistente William Pywell si mise in viaggio per scattare fotografie lungo la rotta del 39º parallelo da poco presentata dalla Union Pacific Railroad; il risultato del percorso partito dalla Contea di Wyandotte fino a "Fort Wallace" nel Kansas occidentale lungo la "Kansas Pacific Railway" fu l'antologia "in folio" denominata Across the Continent on the Union Pacific Railway, Eastern Division.
A partire dal 1875 Gardner, impegnato in senso civico, lavorò al dipartimento metropolitano della polizia del distretto di Washington, ricopiando quasi 1.000 opere di dagherrotipia per poter venire poi utilizzate come foto segnaletiche, il lavoro precursore della futura "Rogues Gallery".
Nel 1879 si ritirò formalmente dedicando i suoi ultimi anni al miglioramento e all'ampliamento dell'ambito di modello di "business cooperativo" nel campo dell'assicurazione sulla vita proposto dalla "Washington Beneficial Endowment Association"; nonché proseguendo nel proprio coinvolgimento nella "Masonic Mutual Relief Association", divenendone il presidente nel 1882, ed infine anche nella "St Andrews Society", una società di mutuo soccorso scozzese.

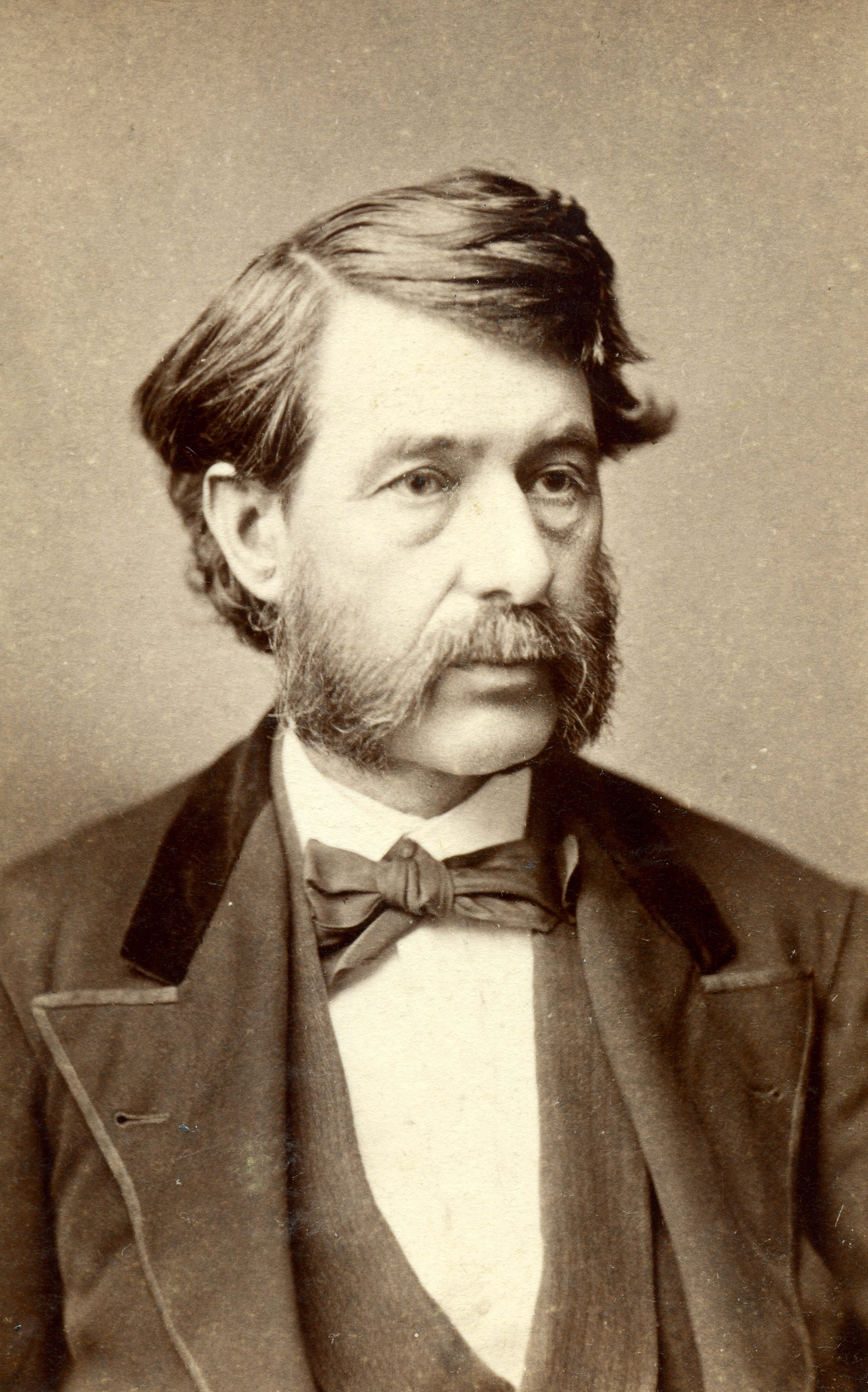
Un autoritratto di George Norman Barnard.

### George N. Barnard
George Norman Barnard (1819 - 1902) nacque a Coventry nel Connecticut, ma già quando era in tenere età la famiglia si era dovuta trasferire a New York. Dopo una aver tentato d'iniziare per un breve periodo ad intraprendere una carriera all'interno del settore della gestione alberghiera aprirà uno studio specializzato in dagherrotipia a Oswego nello Stato di New York, diventando assai presto noto a livello nazionale per i suoi ritratti originali.
Non ci è dato sapere dove e in quali circostanze Barnard abbia appreso il proprio mestiere. Il 5 luglio del 1853 fotografò l'incendio dei mulini per la farina scoppiato nel villaggio di Ames, producendo in tal modo quella che potrebbe essere la prima immagine inerente ad un avvenimento di cronaca americana: una forma di "notizia illustrata".

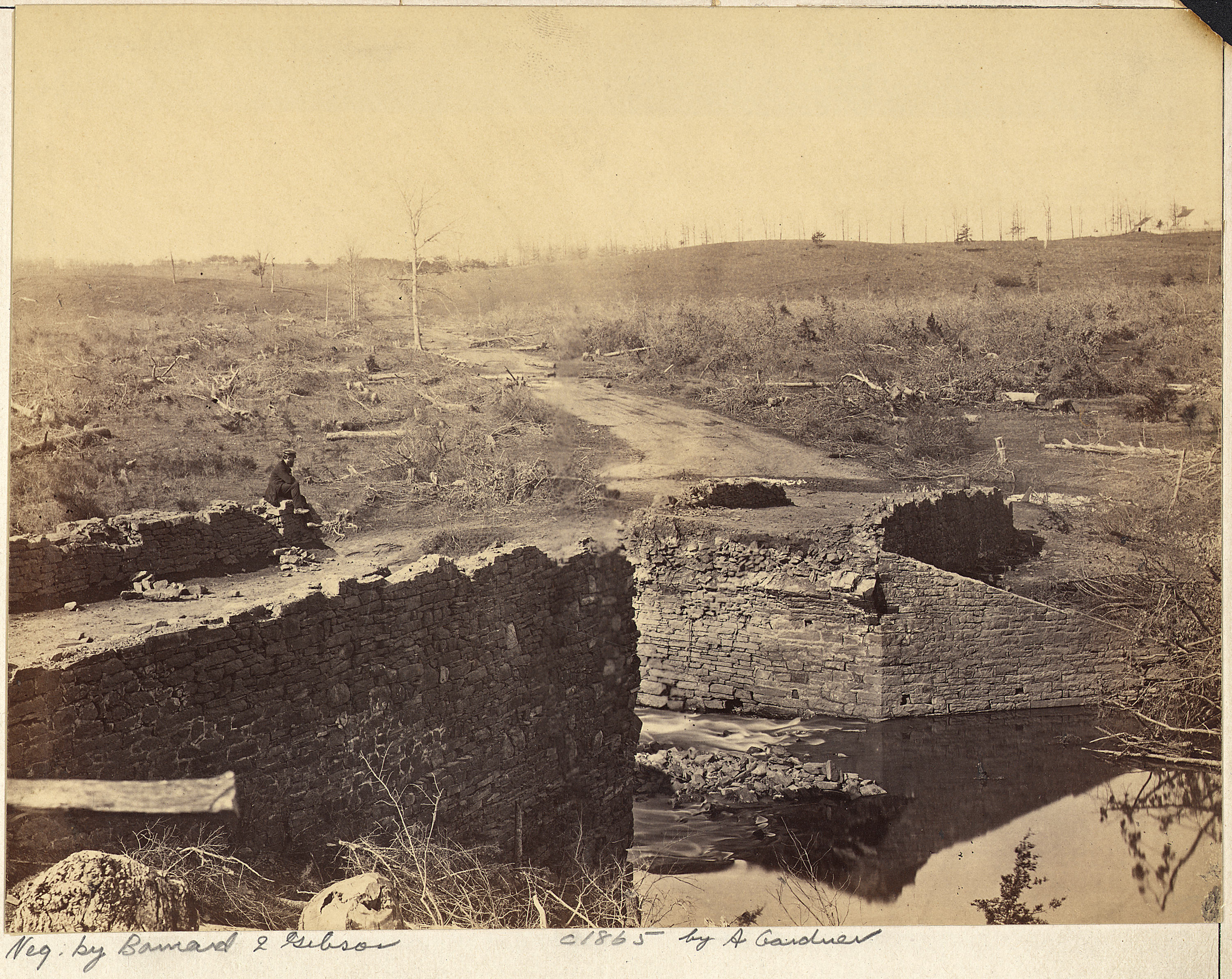
Il ponte distrutto del Bull Run a seguito della Seconda battaglia di Bull Run.

Trasferitosi con tutta la sua attività a Syracuse nel 1854 incominciò ad utilizzare il processo a collodio umido, fino a che nel 1859 si unì alla ditta di Edward Anthony; al momento dello scoppio della guerra stava ancora lavorando per M. Brady operando tra Washington e New York.
Farà parte del primo gruppo di fotoreporter inviati da Brady per ritrarrei i campi di battaglia della Campagna peninsulare e della Virginia settentrionale, tra cui la Seconda battaglia di Bull Run, la battaglia di Yorktown e la battaglia di Harpers Ferry.

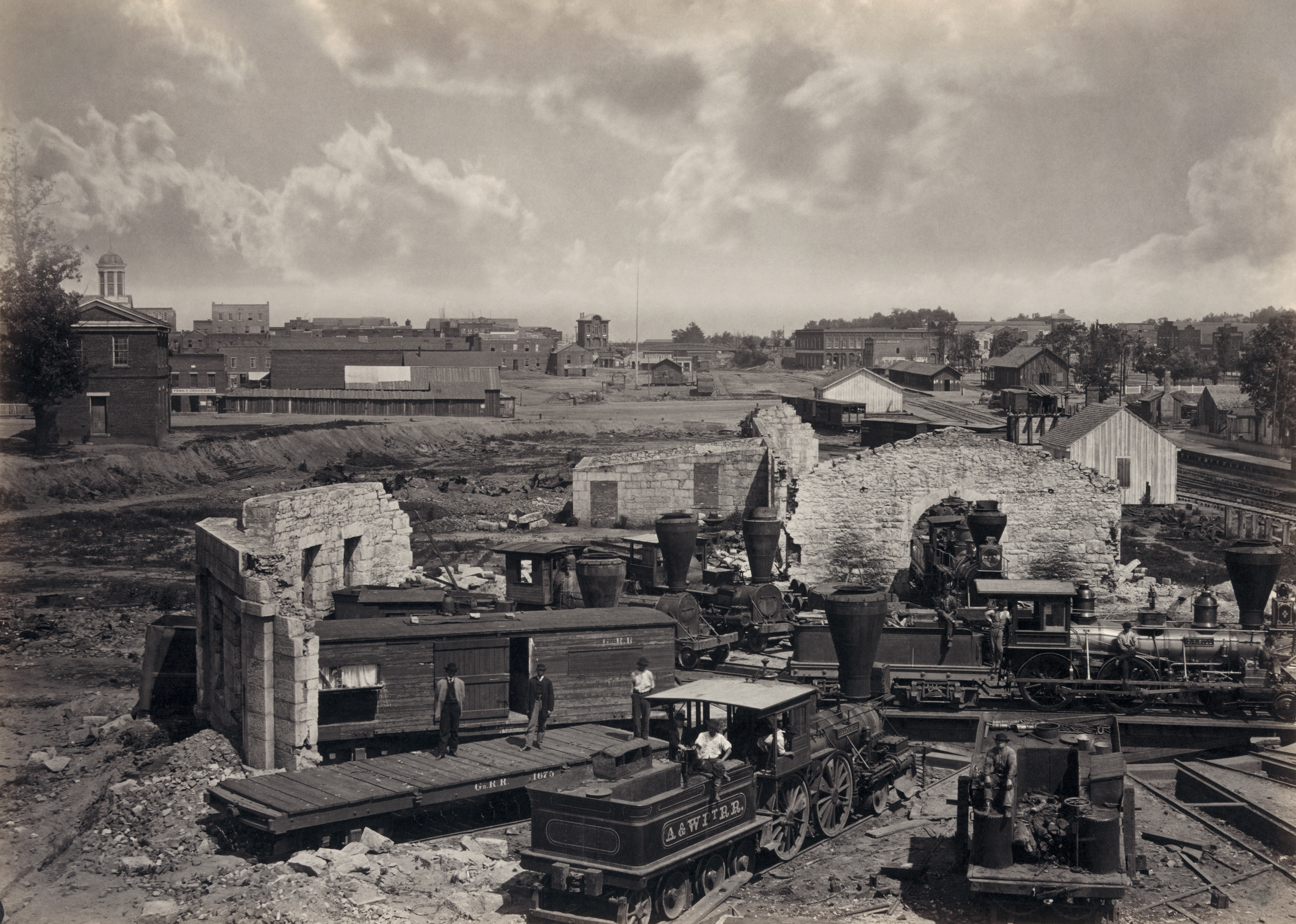
Case in rovina ad Atlanta dopo la Campagna di Atlanta. Stampa tratta dall'album di George Barnard, 1866. Restauro digitale. Un attributo distintivo dell'opera di Barnard era di sovrapporre le nuvole a un cielo altrimenti sovraesposto.

Barnard è meglio conosciuto per la sua voluminosa opera fotografica intitolata Photographic Views of Sherman's Campaign la quale ritrae le fasi di maggior rilievo della Campagna di Atlanta guidata dal generale William Tecumseh Sherman.
L'album contiene 61 "Imperial size", stampe all'albume d'ampio formato che abbracciano scene della Campagna di Franklin-Nashville, dei maggiori scontri della Campagna di Chattanooga - come la battaglia di Lookout Mountain -, della grande Marcia verso il mare di Sherman ed infine anche della Campagna delle Caroline, l'incursione conclusiva del conflitto.
Continuerà ad operare nel campo anche dopo la guerra aprendo studi operativi sia a Charleston che a Chicago; quest'ultima sede rimarrà completamente distrutta a seguito dello storico Grande incendio di Chicago del 1871. Nel 1880 venderà definitivamente l'attività per trasferirsi a Rochester e nei due anni seguenti si rivelerà essere il più importante portavoce delle lastre a secco in gelatina prodotte da George Eastman.
Nel 1882 in collaborazione con Robert H. Furman si occupò direttamente del loro processo di produzione industriale; due anni dopo a Painesville nell'Ohio aprì uno studio che utilizzava principalmente proprio le sue lastre asciutte. Nel 1888 chiuse i propri affari e si spostò a Gadsden nell'Alabama fino a quando nel 1892 si trasferirà per l'ultima volta nella piccola cittadina di Cedarville, nei pressi di Syracuse, ove mantenne tutto il suo interesse per la fotografia scattando istantanee ad amici e parenti e ritratti di gruppi di scolaresche. Morirà nel 1902 all'età di 82 anni.

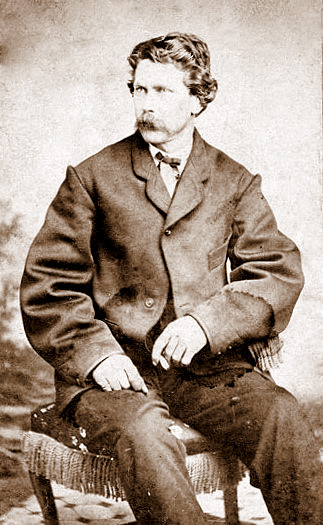
Timothy O'Sullivan ritratto da Frank G. Ludlow a Carson City nel 1871 - 74 circa.

### Timothy H. O'Sullivan
Timothy O'Sullivan (1840 - 1882) nacque a New York. Appena adolescente venne assunto da M. Brady e lavorò per lui ininterrottamente dal 1856 fino agli ultimi mesi del 1862, quando verrà assunto da A. Gardner in qualità di sovrintendente delle mappe geografiche e dei lavori sul campo. Nel corso dell'inverno 1861 - 62 venne inviato a documentare le operazioni intraprese durante la battaglia di Port Royal sotto il comando diretto di Thomas West Sherman.
Nel luglio seguente seguirà in prima linea la Campagna della Virginia settentrionale guidata da John Pope; ma sarà nel luglio del 1863 che raggiungerà l'apice della propria carriera, quando si trovò di fronte alle conseguenze devastanti della battaglia di Gettysburg e ne fotografò il terreno disseminato di morti, in particolare quell'immagine conosciuta come The Harvest of Death.

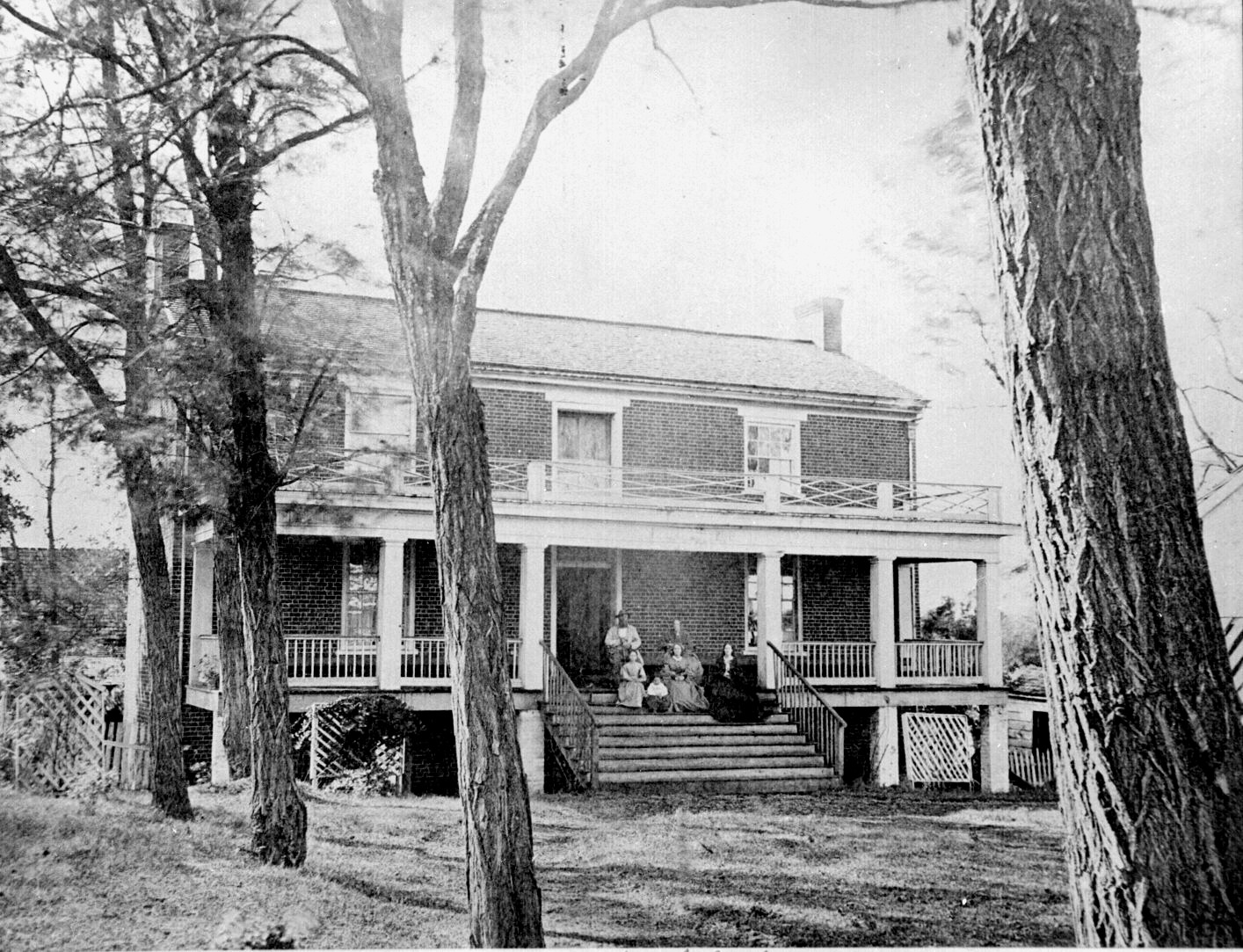
La McLean House nell'aprile del 1865.

Nell'anno successivo, seguendo la Campagna terrestre di Ulysses S. Grant, scattò foto sia dell'Assedio di Petersburg che della Seconda battaglia di Fort Fisher; ciò lo condusse direttamente all'Appomattox Court House nell'aprile del 1865 e nuovamente a Petersburg in maggio. Con estrema sicurezza almeno 45 delle 100 stampe di "Gardner's Photographic Sketch Book Of The War" vengono accreditate direttamente a O'Sullivan.
Al termine della guerra civile verrà nominato fotografo ufficiale governativo rispettivamente per Clarence King (1867, 68, 69 e 72), per documentare i lavori dell'istmo di Panama (1870) e le spedizioni esplorative di George Wheeler (1871, 73, 74); nel 1872 si sposerà con la sorella del collega William Pywell, Laura.
In questo stesso periodo i ritratti di O'Sullivan furono tra i primi a registrare le rovine preistoriche presenti all'interno del paese, ma anche gli esperti tessitori Navajo e i villaggi dei Pueblo negli Stati Uniti sud-occidentali; immagini determinanti per attrarre sempre più nuovi coloni in direzione del West.
Nel 1875 se ne farà ritorno a Washington, ove trascorrerà gli ultimi anni che ancora gli rimanevano della sua breve esistenza in qualità di fotografo ufficiale del Dipartimento del Tesoro. Appena 7 anni dopo, a 42 anni, morirà di tubercolosi nella casa dei genitori a Staten Island.

### James F. Gibson
James F. Gibson (1828 ? - ?), forse il meno riconosciuto tra i fotografi più significativi della guerra, sarà sempre anche uno dei meno famosi. Nel 1860 il nome dell'immigrato di origini scozzesi Gibson comparirà assieme a quello della moglie Elizabeth nel censimento degli Stati Uniti d'America del 1860 nelle liste di Washington; le liste telegrafiche cittadine dimostrano che M. Brady già in quel momento lo impiegava per i propri lavori.
Gibson potrebbe essere emigrato in America al seguito della famiglia di A. Gardner, anch'egli scozzese. Il suo 1º viaggio documentato sul campo sarà quando si troverà ad accompagnare George N. Barnard alla Seconda battaglia di Bull Run nell'agosto del 1862; lavorerà quindi con Gardner durante la Battaglia di Gettysburg, avendo già precedentemente collaborato con lui anche nel corso della Battaglia di Antietam. 

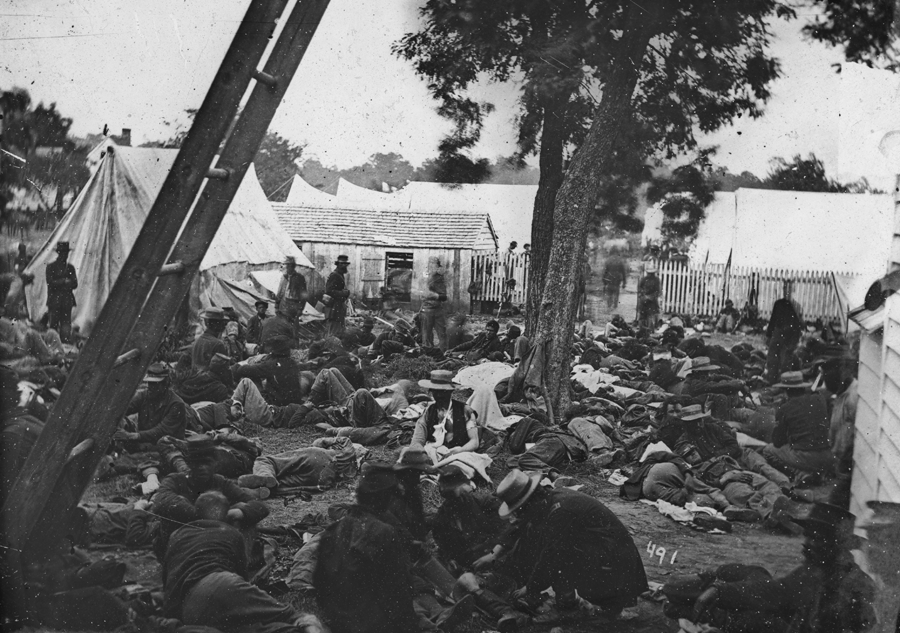
I feriti unionisti nell'ospedale di campo allestito dopo la Battaglia di Savage's Station.

Ma la più vasta eredità lasciataci sarà la vasta gamma di foto scattate da lui stesso personalmente mentre si trovava al seguito della Campagna peninsulare, in particolar modo il suo scatto toccante che ritrae i feriti della Battaglia di Savage's Station, una foto di riferimento dell'intero conflitto.
Diversi anni dopo la fine della guerra, prima che un qualsiasi tribunale potesse dirimere la causa civile del 1868 contro il socio in affari A. Gardner, M. Brady ipotecò pesantemente la sua oramai fallimentare "Washington Gallery", di cui Gibson deteneva il 50% delle quote e che gestiva dal 1864.
Partirà alla volta del Kansas con i pochi contanti che gli erano rimasti e non venne mai più ritrovato.

### Andrew J. Russell

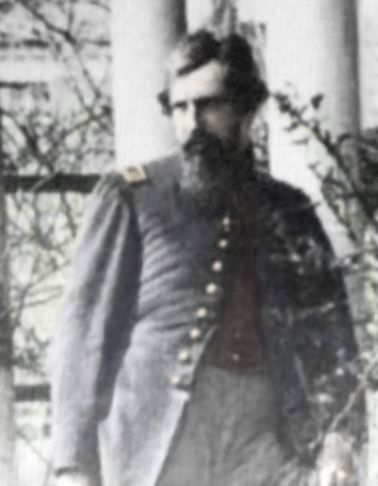
Un autoritratto del capitano Andrew Joseph Russell nel 1863.

Andrew Joseph Russell (1829 - 1902) nacque a Walpole (New Hampshire), figlio di Harriet (nata Robinson) e Joseph Russell; ma crebbe a Nunda (New York). Dimostrò molto presto uno spiccato interesse nei riguardi della pittura e, oltre ad eseguire ritratti per personaggi pubblici locali, rimase fortemente attratto anche dalla ferrovia e dai relativi convogli.
Nel corso dei primi due anni della guerra civile dipinse un diorama utilizzato per reclutare soldati atti a servire nell'Union Army. Il 22 agosto del 1862 si arruolerà lui stesso come volontario a Elmira ed entro il mese successivo si trovava già ad essere capitano nella "Company F, 141st New York Volunteer Regiment".

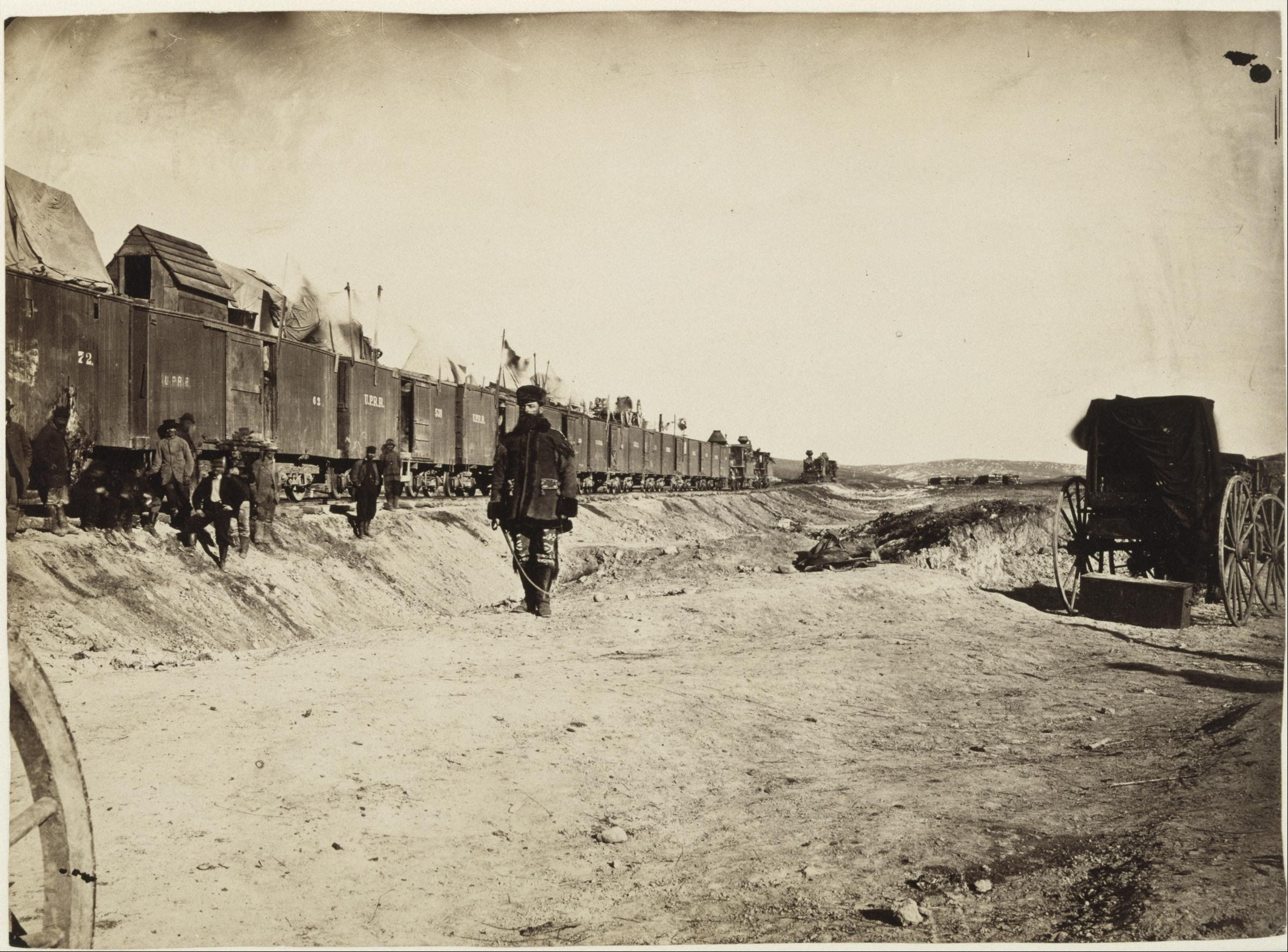
John Stephen "Jack" Casement durante la costruzione dell'"UP Railroad".

A febbraio del 1863 egli, che si era interessato alla nuova arte della fotografia, pagherà al fotografo freelance Egbert Guy Fowx 300 dollari perché questi gli insegnasse il procedimento a collodio umido.

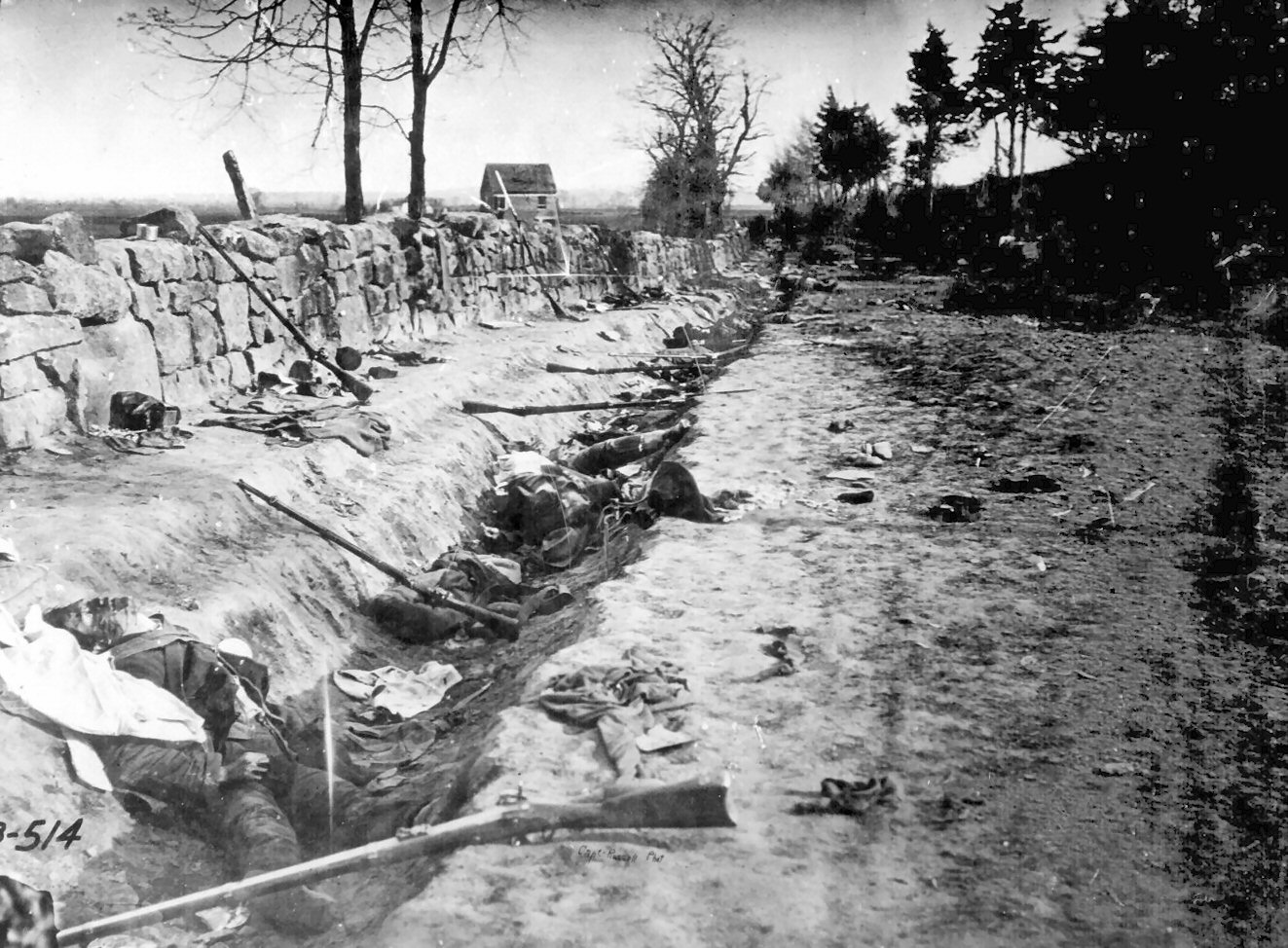
Le vittime confederate nelle trincee "Stone wall at foot of Marye's Heights, Fredericksburg, Va." del 3 maggio del 1863.

Le prime fotografie scattate dal capitano Russell verranno utilizzate dal Brigadier generale Herman Haupt per illustrare visivamente i suoi rapporti.
Rimasto assai impressionato dal suo lavoro a partire dal 1º marzo del 1863 Haupt gli ordinerà di distaccarsi dal reggimento di appartenenza per poter essere assegnato all'"United States Military Railroad Construction Corps", facendo così di Russell uno di 2 unici fotografi della guerra civile arruolato a tutti gli effetti tra i federali (l'altro è Philip Haas, un tedesco americano attivo tra gli anni 1840 e 1860).
Con notevole abilità e capacità artistica innata non solo fotografò soggetti inerenti ai trasporti per il Dipartimento della Guerra, ma anche al "romantico chiaro di luna" e molti altri paesaggi, vendendo invece poi i negativi dei campi di battaglia agli Anthonys. Di fatto in poco più di 2 anni e mezzo scatterà oltre un migliaio di foto, alcune delle quali fatte distribuire in esclusiva per il presidente Abraham Lincoln.
Molto probabilmente viene meglio ricordato per "Stone wall at foot of Marye's Heights, Fredericksburg, Va." in cui mostra i defunti confederati appartenenti alla brigata di William Barksdale durante la battaglia di Chancellorsville.

### Thomas C. Roche

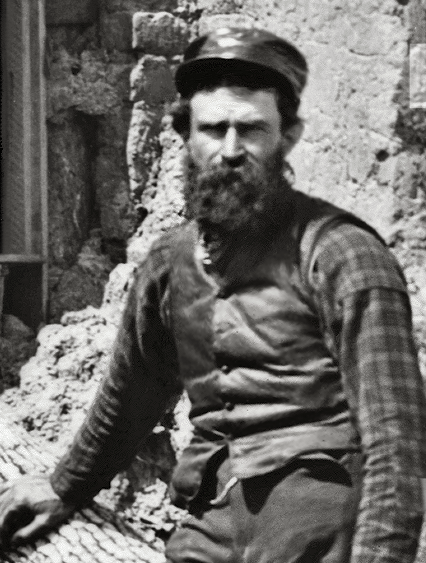
Thomas C. Roche fotografato da Andrew J. Russell.

Thomas C. Roche (1826-1895) comincerà ad interessarsi attivamente di fotografia partire dal 1858, quando venne elencato tra gli agenti di concessionaria e rappresentanza all'"83 South St." a Brooklyn, New York. Nel 1862 andrà a lavorare per la "E. & H. T. Anthony & Company" fondata da Edward Anthony, creando il primo set completo di immagini a Cliché istantanee di Central Park da loro fatto pubblicare.
Molte di queste prime stereografie di Anthony su Roche furono pubblicate su vetri assai fragili tanto che, non a caso, risultano oggi essere estremamente rari. Nel corso degli anni Roche sarà il principale fotografo e consulente senior dell'"Anthony Co." nonché uno dei suoi membri più preziosi; avrà difatti la capacità di sviluppare numerosi brevetti per i prodotti e i processi di lavorazione dell'azienda.
Con molta probabilità il più importante brevetto di Roche (il n° 241.070) venne depositato nel 1881; una gelatina sensibilizzata al bromuro d'argento, il cosiddetto procedimento a "lastra fotografica secca" già sperimentato con metodologie differenti dall'inventore Richard Leach Maddox. Il processo di Roche avrebbe molto velocemente segnato la fine della fotografia su "lastra bagnata" con collodio umido risalente ai primi anni 1850.

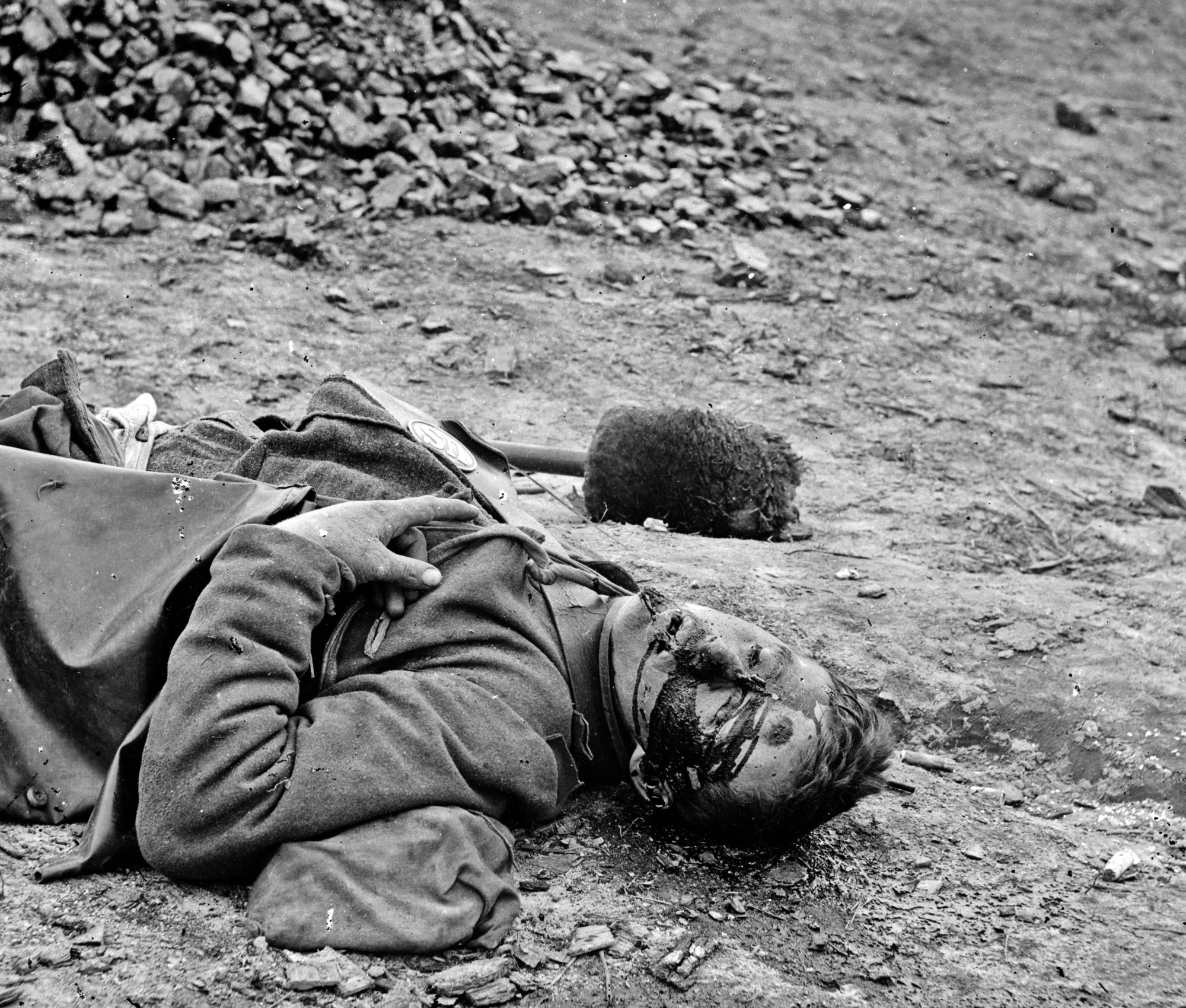
Il primo piano di un caduto della Confederate States Army a Fort Mahone subito dopo l'Assedio di Petersburg.

La Roche visse però anche ben oltre i suoi numerosi diritti d'autore derivanti dagli album fatti stampare grazie ad E. Anthony e continuò ad operare attivamente come consulente tecnico della compagnia, condividendo la sua conoscenza, saggezza ed aneddoti con i lettori del Bulletin dell'azienda fino alla sua morte avvenuta nel 1895.
Egli viene probabilmente meglio conosciuto e considerato - tra tutte le sue numerose realizzazioni - per le circa 50 fermo-immagini scattate il 3 aprile del 1865 a seguito dell'Armata del James subito dopo la fine dell'Assedio di Petersburg e con la relativa caduta della città della Virginia nelle mani delle forze dell'Unione. Tali "notizie di cronaca attraverso visione" includono anche i cosiddetti "studi sulla morte", almeno 20 immagini di vittime defunte scattate all'interno di Fort Mahone.
I contratti stipulati con il Dipartimento della Guerra garantirono agli "Anthonys" i negativi, fornendo al contempo il governo con le lastre di più grande formato.

### Jacob F. Coonley

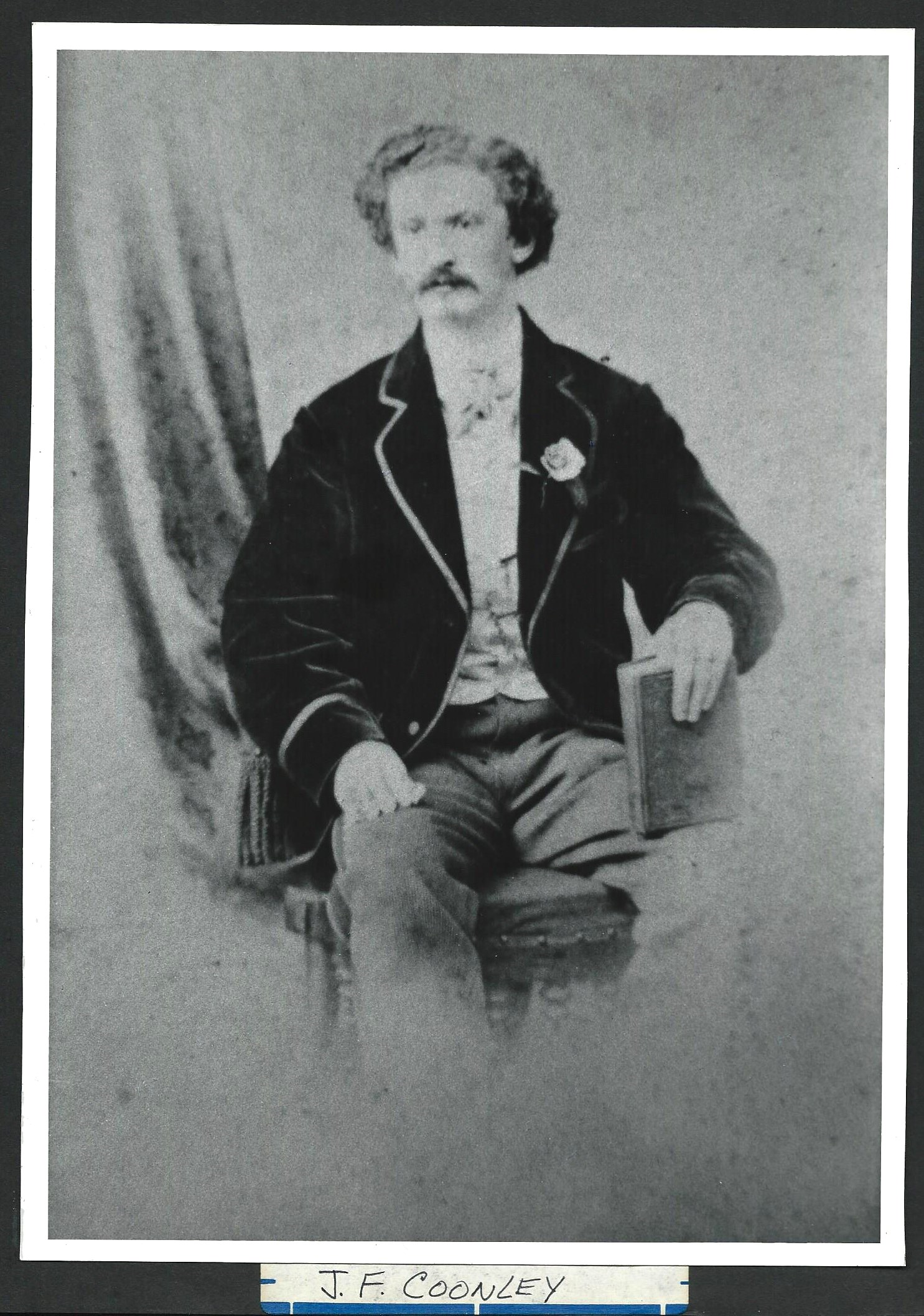
Un ritratto di Jacob Frank "Jay" Coonley (anni 1870).

Jacob Frank "Jay" Coonley (1832-1915) fu un esperto di ambrotipia newyorkese; originariamente un cultore di pittura paesaggistica, ma che imparerà bem presto il mestiere direttamente da George N. Barnard. Gestirà la tipografia stereoscopica di E. Anthony fino al 1862, quando assunse vari incarichi nella Pennsylvania, nello Stato di New York e a Washington.
Dopo lo scoppio delle ostilità rimarrà per lo più nella capitale immortalando generali, soldati e statisti. Trasferitosi brevemente a Filadelfia nel tentativo di aprire un partnemariato tramite la galleria di ritratti Coonley & Wolfsberger. Tornatosene a New York dirigerà la Clarke's Union Gallery posta all'angolo tra Broadway e Bleecker St.
Nel 1864 riceverà una proposta di contratto dal Quartiermastro Montgomery Meigs per illustrazioni da produrre lungo le linee delle nuove tratte ferroviarie sotto il controllo federale nell'Alabama, nella Georgia e in Tennessee. Nel corso di questo stesso periodo produrrà anche la "serie di Nashville" per E. Anthony.
Coonley fu anche con molta probabilità il responsabile di almeno 14 foto archiviate presso la Biblioteca del Congresso e raffiguranti la cerimonia di innalzamento della bandiera degli Stati Uniti d'America a Fort Sumter avvenuta il 14 aprile del 1865; seppur ne sia stato per lo più citato come diretto autore di una sola.
Le prove fotografiche suggeriscono che il fotografo di "Anthony Co." abbia utilizzato una macchina a stereotipia con un otturatore a goccia, usufruendo di ben due differenti posizioni di telecamere all'interno del fortino. L'unica visuale all'interno di Fort Sumter che rappresenta effettivamente la bandiera della guarnigione nel momento in cui questa viene sollevata è opera di William E. James.
Dal 1865 al 1871 Coonley gestirà come manager la "C.J. Quinby's Charleston, S.C. gallery" assieme avvalendosi anche della preziosa consulenza di George N. Barnard il quale gli si affiancherà come partner finanziario a partire dal 1868. Egli è noto inoltre per aver gestito un business d'impresa al "78 Broughton Street" di Savannah (Georgia) occupandosi di Cromolitografia, incisioni e dipinti, oltre che a produrre montature e cavalletti di apparecchi fotografici grazie alla manifattura e pubblicazioni di album di stereotipie.
Alcuni anni dopo si ritroverà a trascorrere del tempo a Nassau, stabilendovi un'azienda di successo almeno fino al 1904, quando la vendette per far ritorno a New York; dall'età di 72 anni avrebbe continuato a trascorrere tutti gli inverni che ancora gli rimanevano alle Bahamas. Un articolo del The Evening World newyorkese sulla sua morte avvenuta nel dicembre del 1915 dichiarerà che Coonley, reso da qualche tempo invalido, morì dopo aver tentato il suicidio.

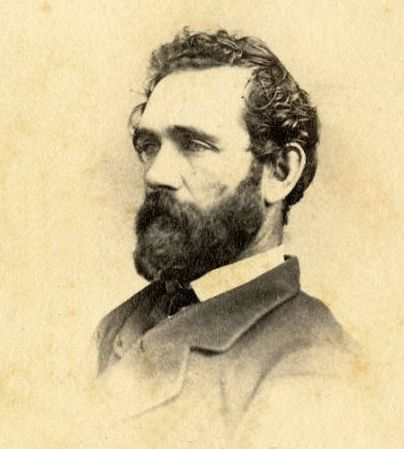
Autoritratto di Samuel Abbot Cooley nel 1864 circa.

### Sam A. Cooley
Samuel Abbot Cooley (? - 1900) opererà sia come vivandiere che in qualità di fotografo per il X Corpo d'armata dell'Union Army, utilizzando il suo specifico formato ampio, telecamere con otturatore e doppio obiettivo.

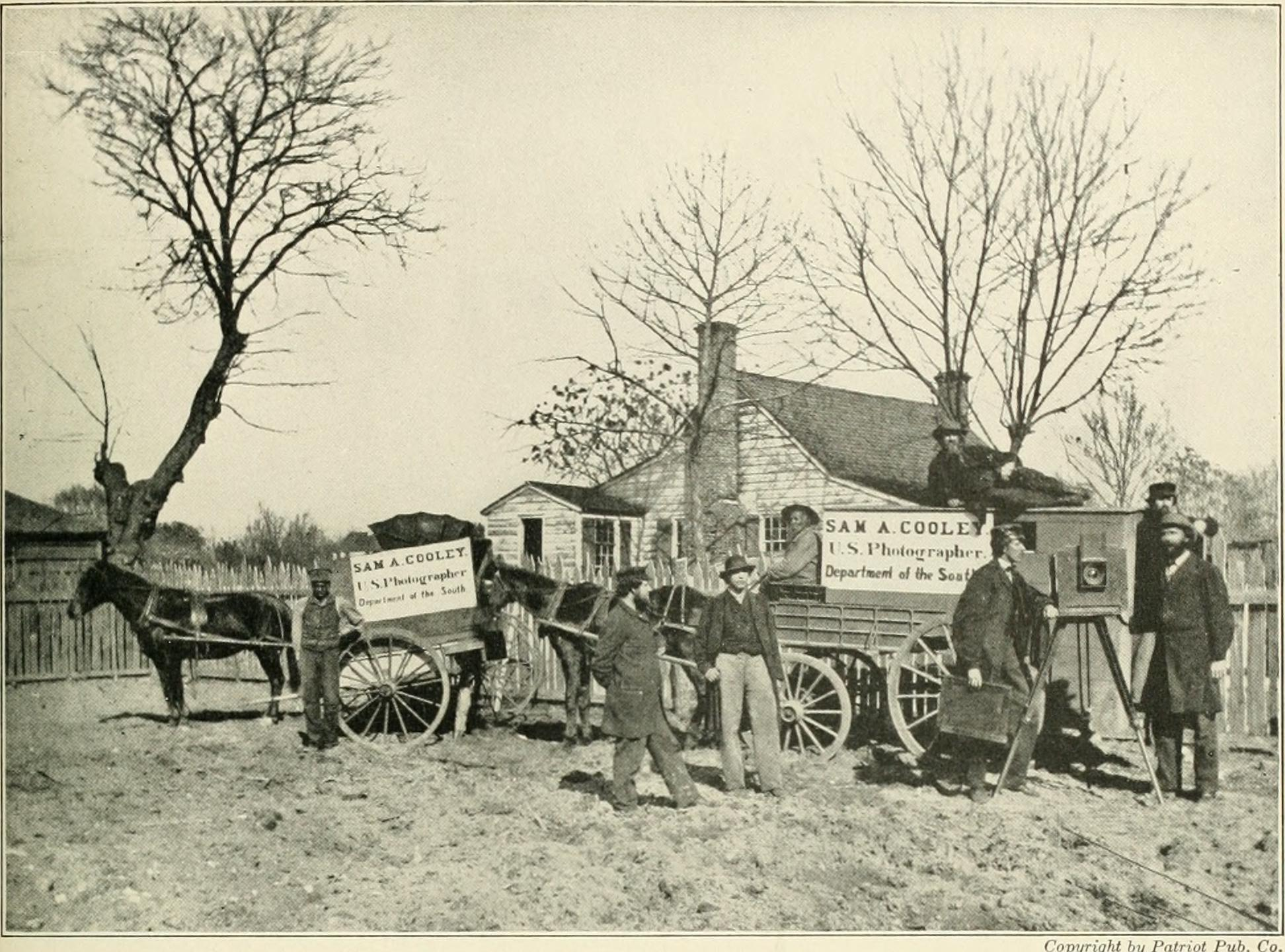
I carretti trainati da cavalli adibiti al trasporto delle attrezzature fotografiche di S. A. Cooley durante la guerra di secessione americana.

Nel 1865 aprì un'attività commerciale mercantile a Beaufort, nel Sud della California, pubblicizzando contemporaneamente se stesso come "Fotografo del Dipartimento del Sud", benché avesse in realtà solamente un contratto di lavoro per il Governo federale.
Cooley ebbe delle sale d'esposizione ad Hilton Head nella Carolina del Sud e a Jacksonville nella Florida. Nel 1866 si era affermato come banditore e maresciallo cerimoniere a Beaufort.
Alla fine se ne tornerà alla sua casa di Hartford nel Connecticut a partire dal 1869, dove offrì una "mostra di splendidi panorami stereotroponici".

### John Reekie

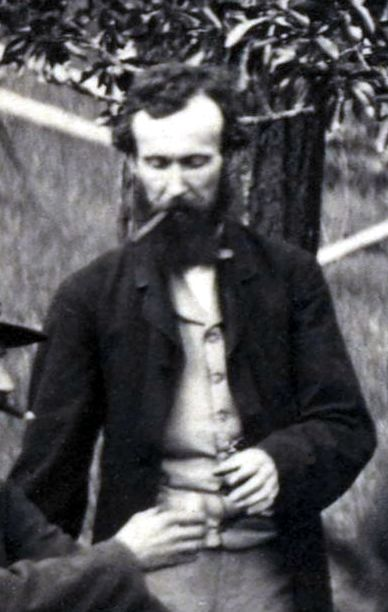
John Reekie in una foto di William Morris Smith.

John Reekie (1829 - ?) fu un altro tra i fotografi della guerra civile rimasto relativamente poco conosciuto; anche lui di origini scozzesi fu uno degli autori impiegati da A. Gardner.
Fu attivo per lo più nella regione della Virginia, scattando vedute e panorami di Dutch Gap nella Contea di Chesterfield (Virginia) sulle sponde del fiume James e di City Point nella Contea di Prince George, oltre che dei dintorni di Petersburg, Mechanicsville e Richmond.

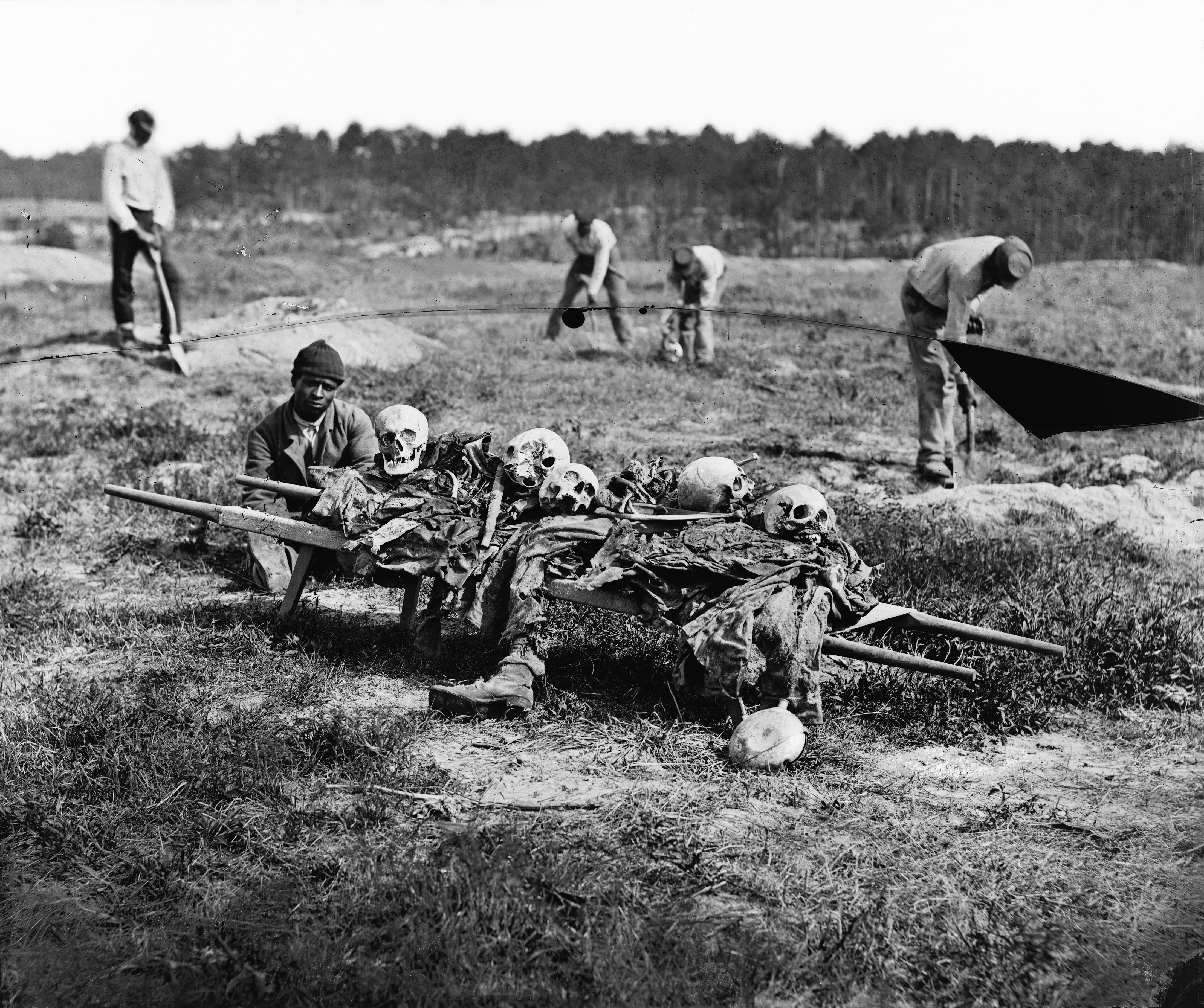
La raccolta dei resti dei caduti da parte degli afroamericani sul campo della Battaglia di Cold Harbor un anno dopo lo scontro.

Viene probabilmente meglio ricordato per le sue lugubri scene di morti insepolti sui campi della battaglia di Gaines's Mill e della Battaglia di Cold Harbor; venne incluso con 6 dei propri negativi in "Gardner's Photographic Sketch Book of the War".
Rimane celebre lo scatto che raffigura gruppi di afroamericani mentre stanno raccogliendo le povere spoglie dei caduti di Cold Harbor rimasti sul terreno quasi un anno dopo lo scontro.
Questa immagine è ampiamente degna di nota per essere una delle relativamente rare fotografie che descrivono il ruolo assunto dai soldati neri (le "United States Colored Troops") arruolati tra gli unionisti nel corso della guerra e immediatamente dopo.
Nel 1865, Reekie era un ufficiale affiliato della "Saint Andrews Society", un'organizzazione di soccorso scozzese di Washington, così come lo era Alexander Gardner.

### David B. Woodbury

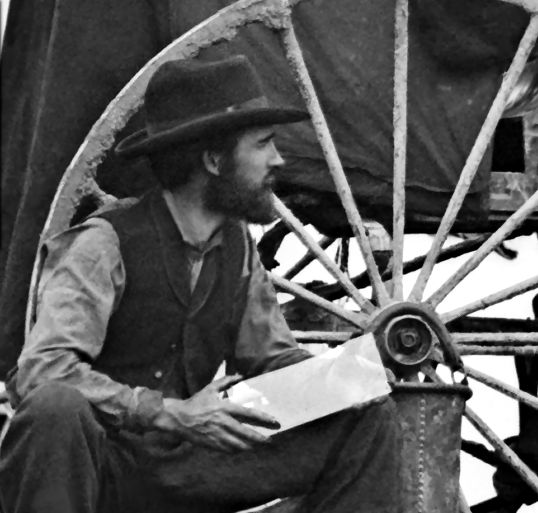
David B. Woodbury fotografato da Mathew B. Brady.

David B. Woodbury (1839 - 1866) fu senza alcun dubbio il migliore tra gli artisti che rimasero con M. Brady durante la guerra;
nel marzo del 1862 quest'ultimo lo mandò in trasferta assieme a Edward Whitney per fotografare il campo della Prima battaglia di Bull Run e, a maggio, i panorami della Campagna peninsulare.
Nel luglio del 1863 Woodbury e Anthony Berger fotografarono il campo della battaglia di Gettysburg sempre per Brady, tornando il 19 novembre per scattare le "immagini della folla e della processione" (23 novembre, lettera a sorella Eliza) in attesa del presidente Abraham Lincoln il quale avrebbe di lì a poco pronunziato il celeberrimo Discorso di Gettysburg.
Nell'estate dell'anno seguente fotografò il quartier generale del comando di Ulysses S. Grant per Brady, che aveva sostituito A. Gardner in qualità di fotografo ufficiale del Comandante generale dell'esercito statunitense.
Il 24 di aprile aveva inoltre assistito J.F. Coonley sulle gradinate del palazzo del Dipartimento del tesoro degli Stati Uniti d'America allo scopo di immortalare la "Grand Review of the Army": "le lastre sono state esposte con un otturatore a caduta, essendo questa la cosa più vicina ad un'esposizione istantanea ottenibile con una lastra fotografica umida".

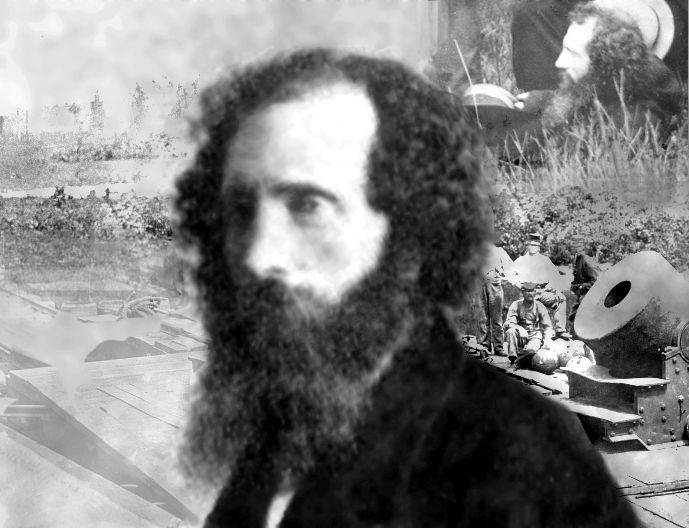
David Knox fotografato da Alexander Gardner.

### David Knox
Le informazioni nei riguardi del fotografo di Alexander Gardner David Knox (? -?) risultano essere estremamente scarse; scozzese di origini venne impiegato per la prima volta da Mathew Brady e solo successivamente da A. Gardner. Egli è meglio conosciuto per la sua lastra denominata "13 inch mortar Dictator, in front of Petersburg, Va"; quattro dei negativi di Knox saranno inclusi in "Gardner's Photographic Sketch Book of the War".

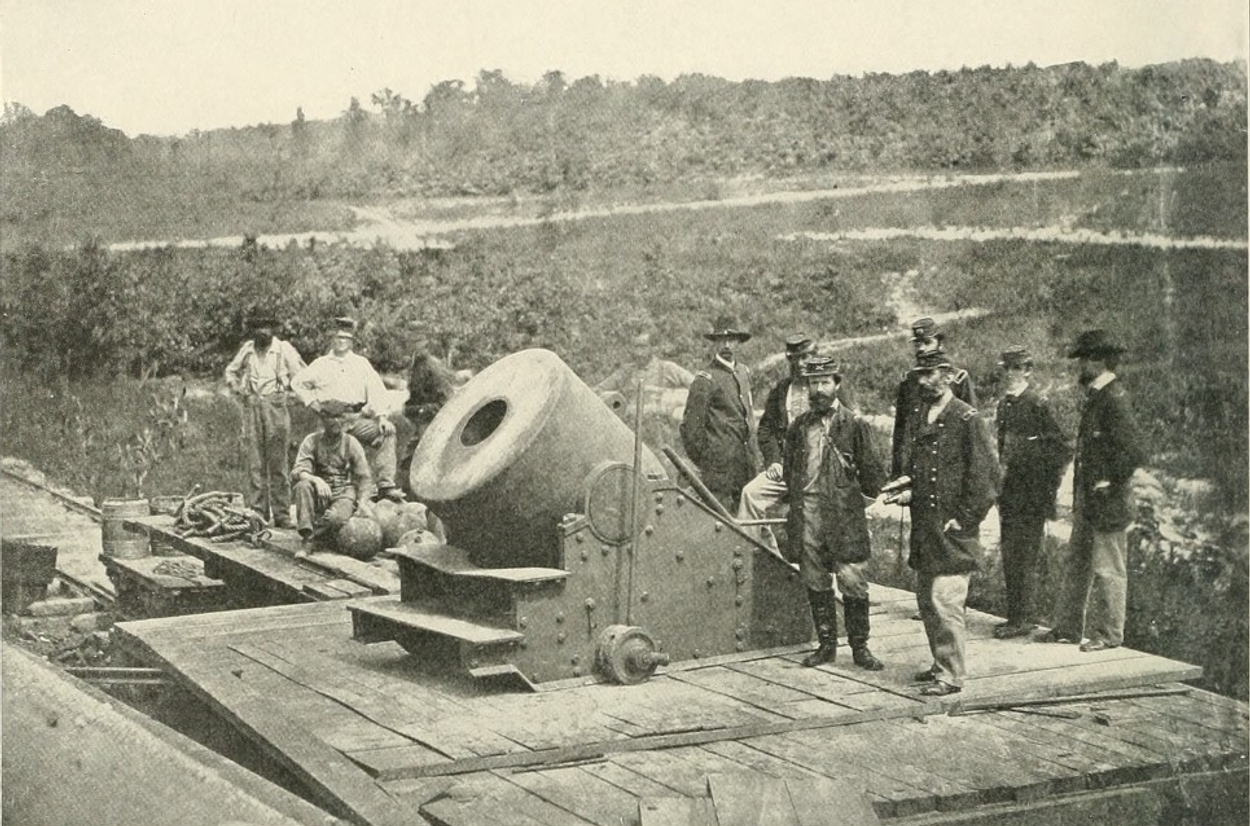
"13 inch mortar Dictator, in front of Petersburg, Va", foto di David Knox scattata durante l'assedio di Petersburg.

David Knox fu inoltre un ufficiale della "Saint Andrews Society", una società di mutuo soccorso riservata agli immigrati scozzesi e operante a Washington.

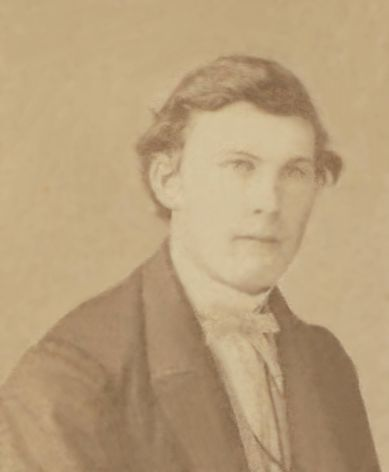
Un ritratto di William Redish Pywell nel 1862.

### William R. Pywell
William Redish Pywell (1843 - 1887) lavorò sia per M. Brady che per A. Gardner; le sue fotografie sono una parte importante e integrante della documentazione storica complessiva per immagini della guerra civile. Tre raffinati negativi sono stati attribuiti a Pywell nel libro fotografico collettivo intitolato Gardner's Photographic Sketch Book of the War.

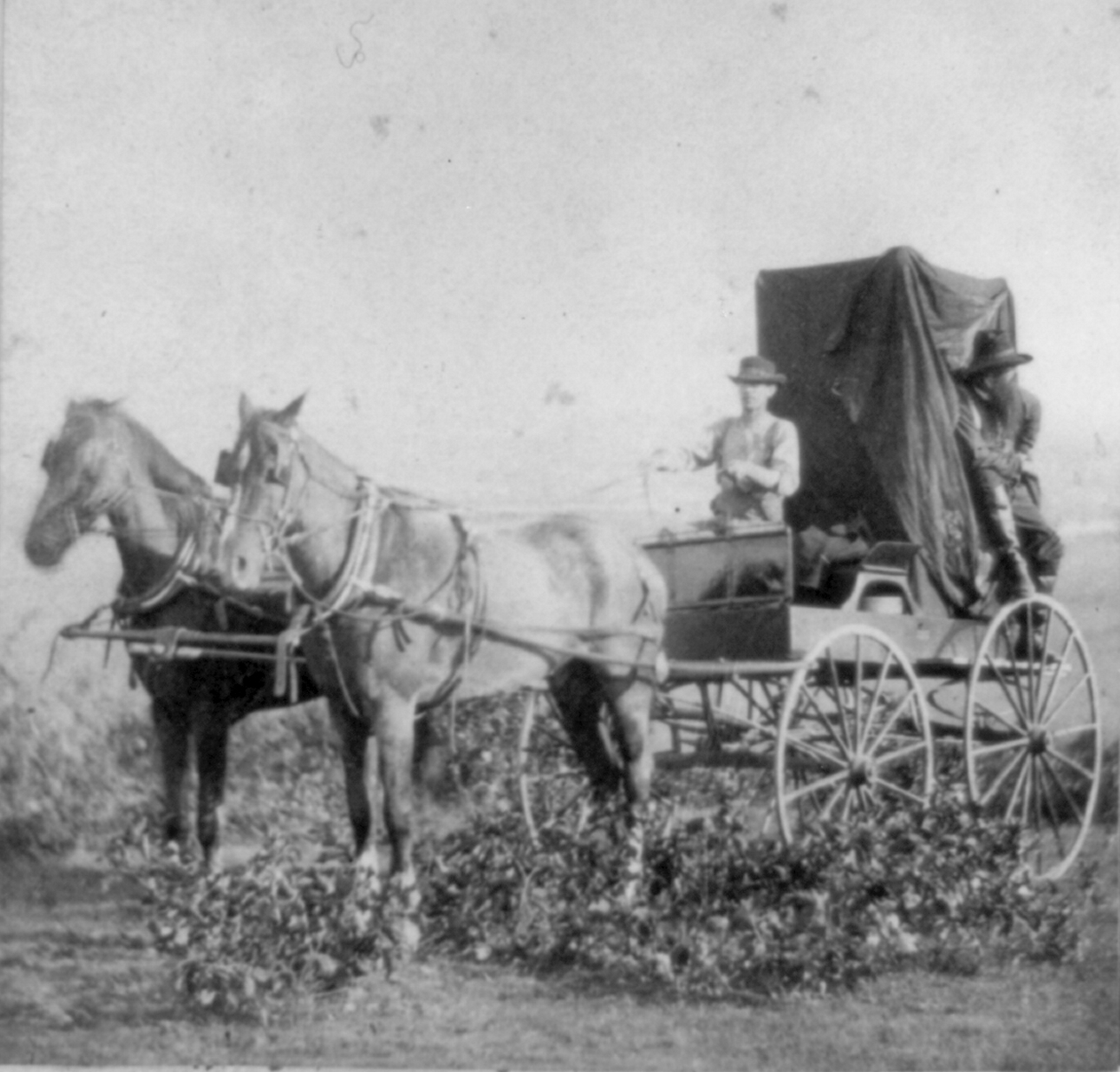
Un carro carovaniero durante il "Kansas Pacific Railway Survey" del 1867.

Pywell fu attivamente impegnato sia nel Teatro Orientale della guerra di secessione americana che nel Teatro Occidentale della guerra di secessione americana, ma probabilmente viene maggiormente ricordato per le sue prime fotografie delle penne schiave di Alexandria, in Virginia.
Tra il settembre e l'ottobre 1867 assistette A. Gardner durante il "Kansas Pacific Railway Survey" attraverso il 39º parallelo, dalla Contea di Wyandotte fino a Fort Wallace nel Kansas occidentale.
Il risultato sarebbe stato l'album di Gardner nel formato infolio Across the Continent on the Union Pacific Railway, Eastern Division.

### William F. Browne

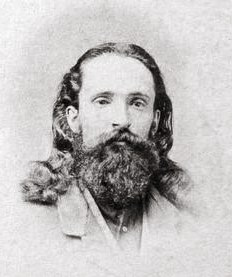
Un autoritratto di William Frank Browne nel 1863.

William Frank Browne (? - 1867) dopo aver concluso il periodo di arruolamento volontario della durata di due anni con il 15th Vermont Infantry nell'agosto del 1863 inizierà a lavorare come fotografo di campo per la 5th Michigan Volunteer Cavalry Regiment, parte della brigata del Michigan al cui comando vi era di George Armstrong Custer. 

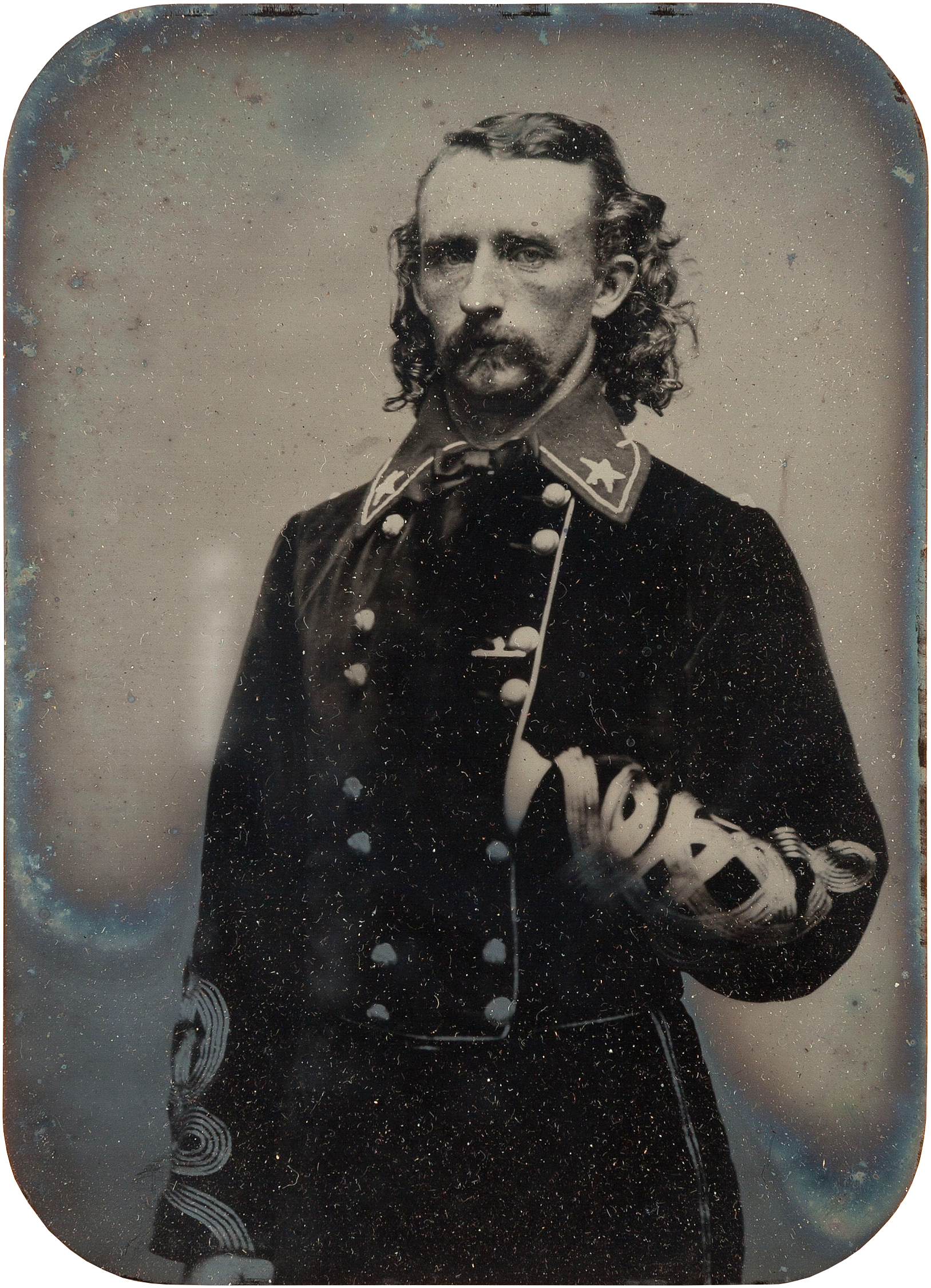
George Armstrong Custer in una foto di W. F. Browne del 1863.

Nel corso del biennio 1864 - 1865 stipulerà poi un contratto di collaborazione con A. Gardner, rimanendo pertanto sotto la sua supervisione diretta.
Nel maggio del 1865 il maggior generale Henry Larcom Abbot lo incaricherà di fotografare le batterie d'artiglieria acquatiche del fiume James posizionate tutt'attorno a Richmond (Virginia), "conservando così una documentazione preziosa della loro meravigliosa completezza".
Al termine del conflitto Gardner pubblicherà ben 120 dei negativi di Browne sotto il titolo di "View of Confederate Water Batteries on the James River". Alla fine se ne ritornerà nella città natale di Northfield (Vermont), ove morirà affetto da tubercolosi nel 1867.

### Isaac G. e Charles J. Tyson

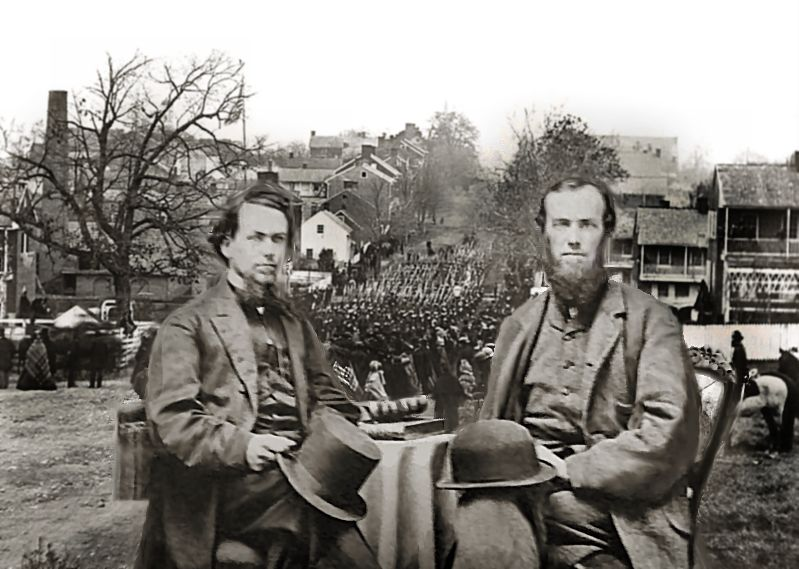
I fratelli Isaac G. e Charles J. Tyson in un autoritratto del 1863.

I fratelli Isaac Griffith (1833 - 1913) e Charles John (1838 - 1906) - Tyson - sebbene già residenti a Gettysburg (Pennsylvania) nel luglio del 1863 - allora la "Tyson's Excelsior Photographic Gallery" non era ancora adeguatamente attrezzata per poter scattare fotografie sul campo, per le quali all'epoca non vi era praticamente alcuna domanda (preferendovi di gran lunga i molto più semplici ritratti formato "carta da visita" dei maggiori generali in alta uniforme raccolti in album appositi).
I due fratelli saranno costretti ad evacuare dalla città, così come fece anche la maggior parte degli altri abitanti, poco prima del bombardamento e della temporanea occupazione da parte dei ribelli avvenuta il 1° di luglio. Subito dopo le visite intraprese nella prima metà del mese da parte di Gardner e Brady, anche i Tyson inizieranno a realizzare le loro vedute di Cliché sul campo della battaglia di Gettysburg. 

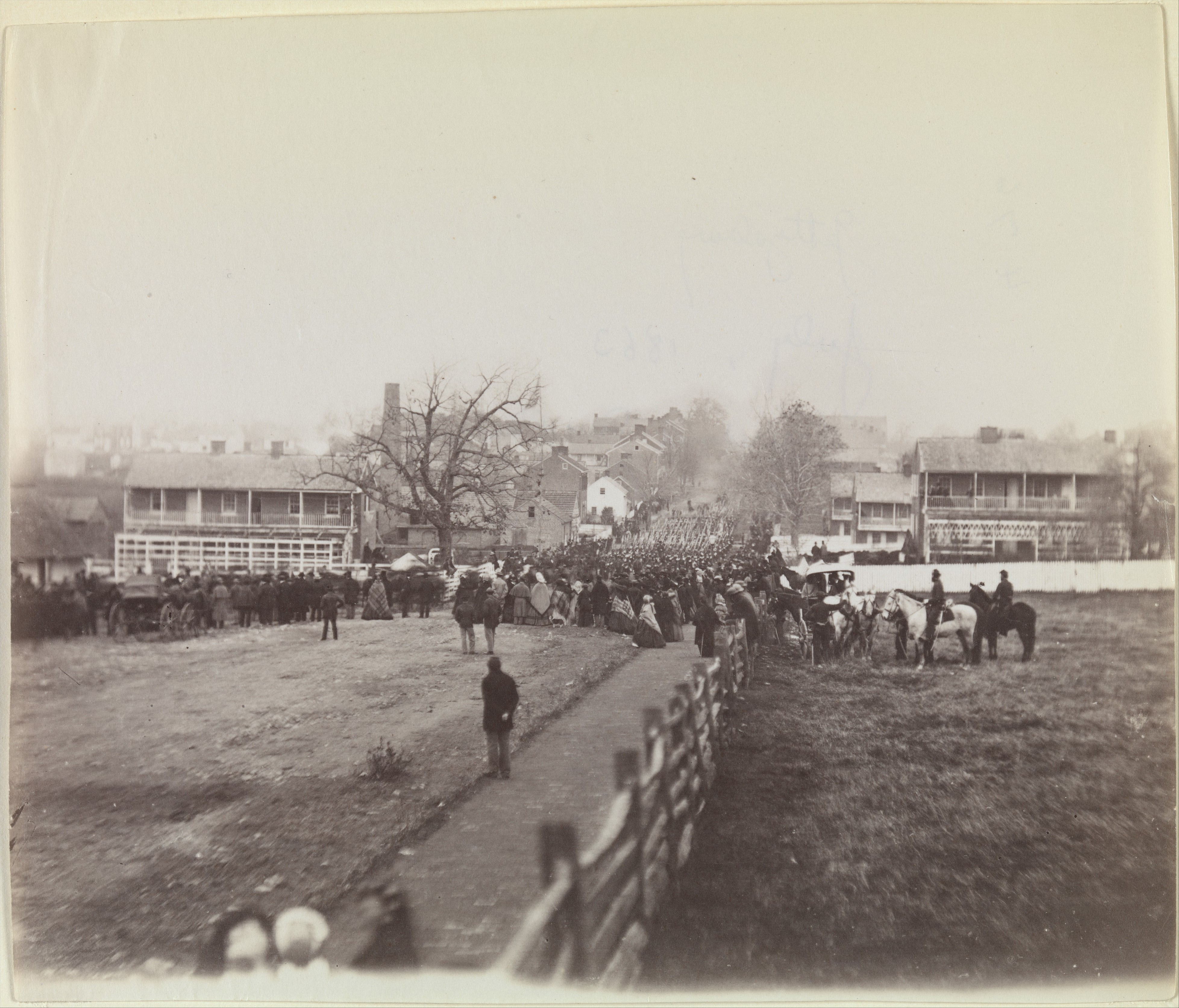
Le truppe e i civili giunti per la dedicazione del Cimitero nazionale di Gettysburg.

Il 19 novembre successivo infine scatteranno le proprie immagini storiche della cerimonia svoltasi per la dedicazione del "cimitero nazionale del soldato" (l'odierno Cimitero nazionale di Gettysburg), una dei quali riuscirà a catturare il presidente Abraham Lincoln in sella al proprio cavallo, appena sopraggiunto per pronunciare il suo Discorso di Gettysburg.

### George Stacy

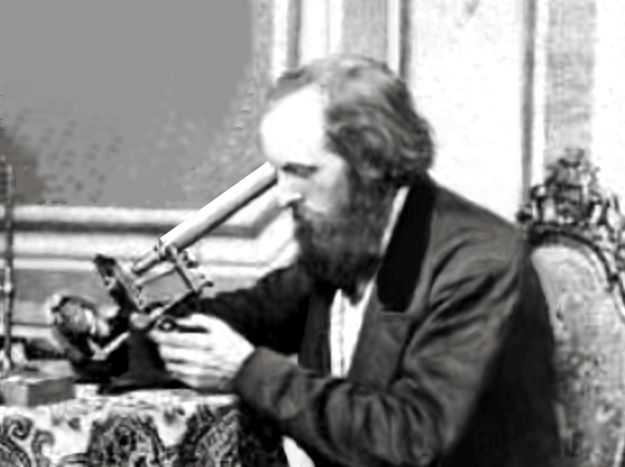
Una foto di George Stacy nel 1864.

George Stacy (1831 - 1897) fu nel corso della guerra civile uno dei fotografi di campo ufficialmente ammessi nel teatro delle operazioni ed in seguito un prolifico editore di "stereovisioni", non necessariamente realizzate da lui o di sua esclusiva proprietà.
Il primo riferimento a lui come fotografo professionista potrebbe essere quello risalente alla provincia di Nuovo Brunswick, in Canada; un fotografo con quello stesso nome era difatti inserito e pubblicizzato su un giornale locale intitolato Federicton datato 7 luglio 1857. L'annuncio pubblicitario affermava ad ampie lettere che "QUALCOSA DI NUOVO è stato appena ricevuto dalla stanza di Ambrotipia di Stacy"; all'interno vi si pubblicizzavano inoltre stereoscopi e altre apparecchiature fotografiche.
Ma la prima conferma di un'attività assidua è rappresentata da una serie di fermo-immagini che vennero scattate nel corso della visita effettuata dal Principe di Galles Edoardo VII del Regno Unito ed avvenuta a Portland (Maine) il 20 ottobre del 1860 e dalla famosa "serie del Fort Monroe" a Hampton (Virginia) del giugno seguente.
George Stacy ebbe inoltre una vetrina al n° 691 di Broadway per tutta la durata del conflitto. Visiterà la Fortezza Monroe, là ove stava servendo in quel momento il futuro cognato Colin Van Gelder Forbes con gli "Zuavi di Duryee" della "5th New York Volunteer Infantry"; proprio qui creò la sua raccolta del Fortino, che sarà fatta pubblicare come collezione all'interno di un inserto del The New York Times grazie alla lettera inviata da un anonimo soldato dei "Duryee" il 15 di giugno.
Secondo il censimento degli Stati Uniti d'America del 1870 nell'ambito delle professioni industriali si possiede la prova
che Stacy era in quel lasso di tempo ancora tutto intento a commercializzare le proprie stereovisioni. Nel decennio successivo aveva invece intrapreso un'attività di orticoltura a Paterson (New Jersey).

### Frederick Gutekunst

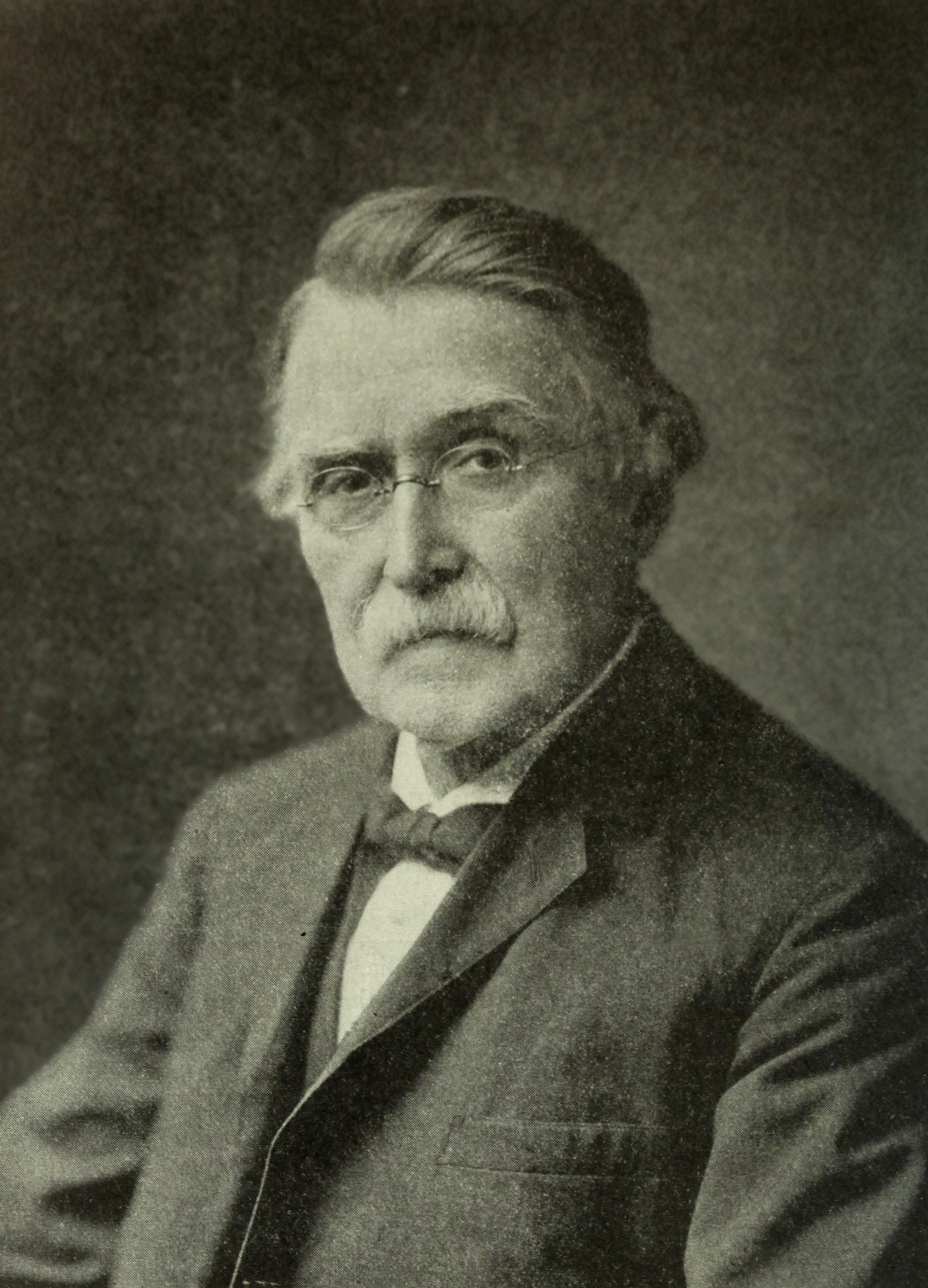
Foto di Frederick Gutekunst.

Frederick Gutekunst (1831 - 1917), un tedesco americano, fu il più importante tra i primi fotografi della Pennsylvania, avendo aperto già ben due studi a Filadelfia a partire dal 1856.
Il 9 luglio del 1863, lo stesso giorno in cui gli operatori di A. Gardner erano stati sguinzagliati sul campo della battaglia di Gettysburg, colui che veniva considerato il "decano dei fotografi americani" produsse una serie sette lastre di qualità squisita, inclusa la prima immagine dell'eroe locale, il settantenne volontario dell'Union Army John Lawrence Burns. 

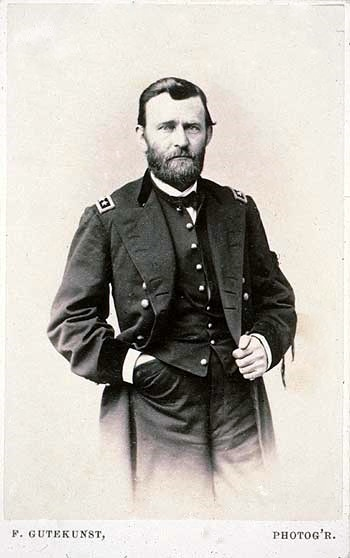
Un ritratto di Ulysses S. Grant nel 1865.

Un ritratto del comandante generale dell'esercito statunitense Ulysses S. Grant avrà la capacità di suscitare un cospicuo e continuativo interesse nazionale nei suoi riguardi, aiutandolo in tal modo a distinguersi nettamente dai propri colleghi contemporanei in una maniera del tutto originale.
Nel 1893 egli era ancora in piena attività da quasi oltre quarant'anni e risiedeva nell'elegante sobborgo mewyorkese di Germantown.
Gutekunst soffrì dell'infermità di Bright (dal nome del suo scopritore, il medico Richard Bright), una forma di glomerulonefrite cronica la quale potrebbe aver causato la sua caduta dalle scale, che lo portò alla sua morte 8 settimane dopo per le conseguenze dell'incidente: precipitando aveva infatti subito delle gravi fratture.

### E. T. Whitney

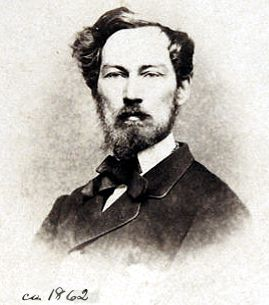
Foto di Edward T. Whitney.

Edward Tompkins Whitney (1820 - 1893) nato a New York, abbandonerà del tutto nel 1844 il campo del business della gioielleria a cui si era dedicato fino a quel punto per poter apprendere il processo di Dagherrotipia da Martin M. Lawrence, prima di trasferirsi a Rochester (New York) entro i due anni seguenti intraprendendo la carriera di funzionario operatore nello studio di Thomas Mercer.
Nel 1850 J. W. Black di Boston istruì l'ancor giovane apprendista nella "nuova arte" della fotografia su collodio umido. Whitney poté così aprire la sua "Galleria Skylight" in quel di Rochester non più tardi del 1851 e compiere viaggi regolari negli studi newyorkesi di M. Brady e di Jeremiah Gurney con l'intento di studiare le ultime innovative tecniche e i miglioramenti acquisiti dalla professione fotografica.
Nel 1859, dopo essersi ripreso dagli effetti nocivi di un acuto avvelenamento da cianuro, vendette la sua attività e si trasferì stabilmente a New York, aprendo una nuova galleria al n° 585 di Broadway; il tutto grazie alla collaborazione diretta di Andrew W. Paradise, il "braccio destro" di M. Brady. Tuttavia, ancora durante l'inverno del 1861 - 1862, lo stesso Brady commissionò a Whitney lo "stereogramma delle fortificazioni situate intorno a Washington e dei luoghi di maggior interesse per il Governo federale". 

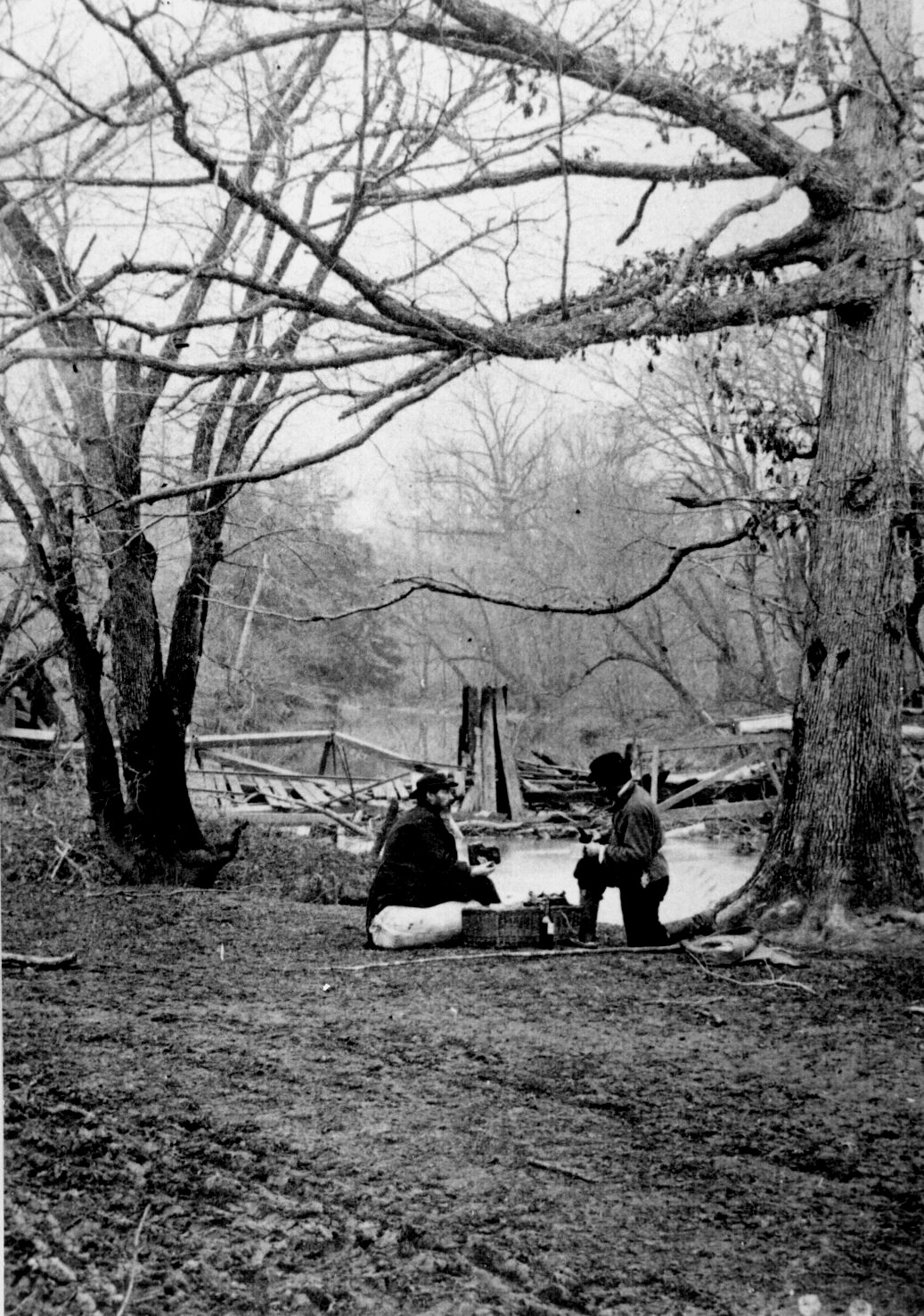
Whitney con un assistente mentre pranzano sulle rive del Bull Run nel marzo del 1862.

Questi scatti includevano anche scene all'interno e nei dintorni del Cimitero nazionale di Arlington, a Falls Church e Alexandria (Virginia). Nel marzo del 1862 Brady inviò di nuovo l'operatore suo e di Whitney, David B. Woodbury, per scattare fotografie sul campo della Seconda battaglia di Bull Run.
In seguito riferirà anche di aver preso in considerazione di immortalare Yorktown (sede dell'assedio di Yorktown), Williamsburg, la Casa Bianca, il Mulino di Gaines (sito delle Battaglie dei Sette Giorni), Westover (Virginia Occidentale) e altre "zone calde" durante la Campagna peninsulare effettuata da George McClellan.
Whitney appare personalmente in un numero insolitamente ampio di fotografie scattate tra il 1861 e il 1863, ma mentre non vi è alcun dubbio che egli abbia realizzato una notevole quantità di scatti per Brady, non ci sono sue proprie personali immagini su punti di vista particolari della guerra e specificatamente attribuiti a lui senza alcun ombra di dubbio.
L'ultimo autoritratto documentato (di Anthonys, Views in Washington City, m° 2733) è datato 27 marzo del 1863, evento nel corso del quale documentò la presenza della "Delegazione Indiana delle Pianure del Sud" all'interno del conservatorio ben illuminato della Casa Bianca (n° 2734, 2735).
Oltre alle vedute postbelliche degli Anthonys con attribuzioni tramite controetichetta a "Whitney & Paradise", egli viene inoltre anche elencato come collaboratore di un certo Mr. Beckwith a Norwalk (Connecticut) dal 1865 e fino al 1871, poi da solo sempre a Norwalk dal 1873 al 1880. Infine può essere collocato anche a Wilton (Connecticut), dal 1879 al 1886.

### Jeremiah Gurney

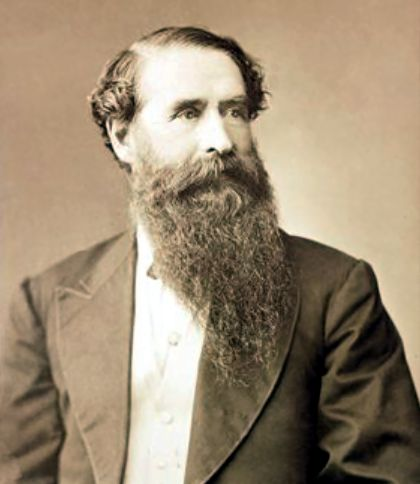
Jeremiah Gurney nel 1869.

Jeremiah Gurney (1812 - 1895) nacque a Coeymans. Inizialmente gioielliere a Saratoga (New York), divenne uno dei primi studenti in America ad imparare la "nuova arte" della dagherrotipia; il procedimento gli fu insegnato direttamente da Samuel Morse nel 1839 il quale gli spiegò che "quello che dovrete permettere è l'esborso iniziale... E naturalmente c'è il mio compenso". Si presume che la "tassa" richiesta fosse allora di cinquanta dollari.
Gurney non è stato inserito nelle directory della città di New York fino al 1843, quando apparve con un proprio studio fotografico al 189 Broadway. Negli anni 1850 la "Galleria Dagherreian di Gurney" offriva gigantesche stampe dagherrotipiche create su lastre doppie a grandezza naturale; nel 1852 prese tempo per riprendersi da una malattia comune in quel tempo nel campo dei dagherrotipi, ovvero da avvelenamento da mercurio.
Nel 1857 venne inserito nell'elenco degli indirizzi commerciali di New York City al 359 di Broadway, in collaborazione con C.D. Fredericks. Nel 1860 fu nominato "fotografo" al 707 Broadway, in una società d'affari come "J. Gurney and Son". Gurney e il figlio Benjamin fecero avanzare la tecnica fotografica su carta con l'uso del processo conosciuto col nome di "Cristallotipia".
Viene probabilmente meglio conosciuto e ricordato per aver scattato una fotografia del feretro di Abraham Lincoln posto in una bara aperta a catafalco il 24 aprile del 1865, mentre il corpo oramai senza vita del Presidente si trovava provvisoriamente esposto nella City Hall di New York.
L'episodio causò molta angoscia alla vedova Mary Todd Lincoln, che aveva proibito di scattare qualsiasi fotografia del cadavere del marito. Il segretario alla Guerra degli Stati Uniti d'America Edwin McMasters Stanton sarà talmente furioso da far confiscare tutte le immagini e i negativi esistenti; vi riuscirà tranne che in un unico caso.
Nel 1874 la collaborazione di Gurney con suo figlio risulterà sciolta. Nell'aprile del 1895 iniziò la stesura di un diario personale che in seguito fu donato alla New York Historical Society dalla pronipote Miss Elizabeth May Possons.

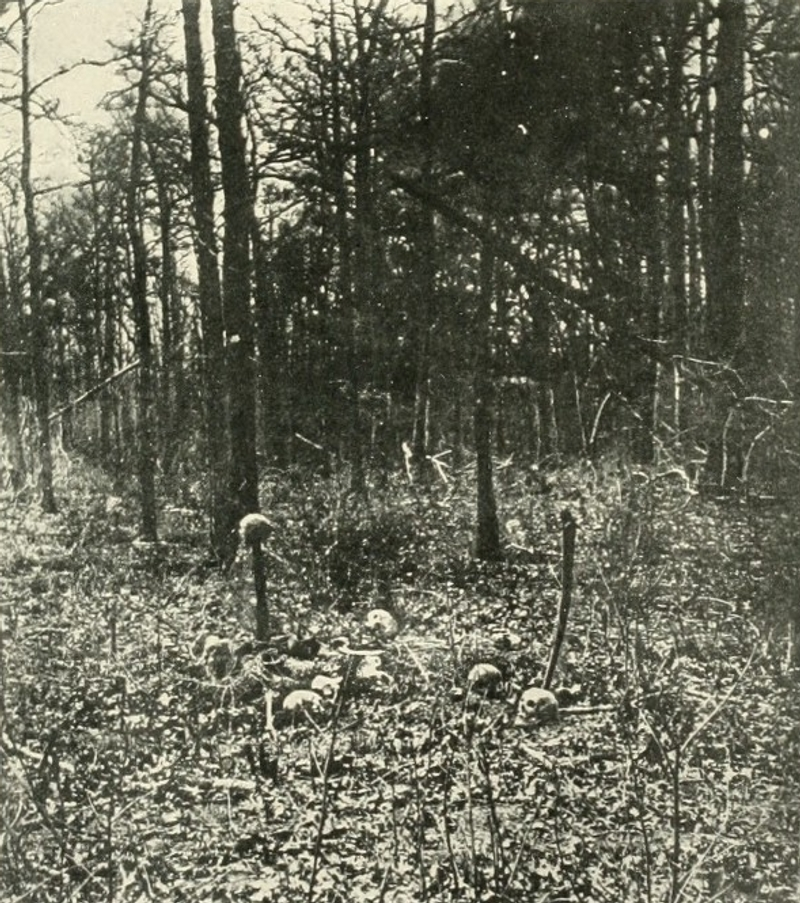
I resti dei soldati sul campo della battaglia del Wilderness.

### G. O. Brown
Su George Oscar Brown, attivo dal 1860 al 1889, le informazioni certe rimangono assai scarse; si sa però che nell'aprile del 1866 sotto la direzione del dottor Reed Bonteceau - all'epoca solamente uno degli amministratori dell'"Army Medical Museum" di Washington - venne assunto in qualità di assistente operatore dal fotografo dell'istituzione William Bell. L'incarico affidatogli fu quello di documentare campioni medici (ossa, teschi ecc.) ancora presenti sui campi della battaglia del Wilderness e della battaglia di Spotsylvania Court House.
Sebbene fosse una faccia nuova nel campo della fotografia realizzerà un lavoro rispettabile producendo tutta una serie di stereografie le quali contribuiranno ad aiutare notevolmente nella comprensione a posteriori di quegli scontri sanguinosi. Nel censimento degli Stati Uniti d'America del 1870 venne elencato come uno dei fotografici ufficiali del "Medical Museum" ed ebbe in seguito il compito d'istruire altri allievi nell'uso del procedimento di stampa su porcellana da poco brevettato da Egebert Guy Fowx.
Nel 1872 sarà eletto segretario della "Maryland Photographic Association". A partire dall'anno successivo se ne perdono completamente le tracce.

### Haas & Peale
Il tenente Philip Haas (1808-?) e Washington Peale (1825-1868) lavorarono in tandem. Mentre non si sa molto della storia personale di Haas, quasi nulla si conosce di Peale; nel biennio 1839 - 1840 il primo risulterà essere impiegato in una litografia con sede nella capitale; ma presto cercherà di apprendere la nuova arte della dagherrotipia. Nel 1852 era già divenuto un abile creatore di "lastre bagnate" tramite il metodo del Collodio umido, con uno studio personale a New York "vicino all'angolo di White Street".
Nel 1862 l'oramai 54enne Haas riuscirà a farsi arruolare nel corpo del genio militare sostenendo di averne invece solo 43. L'anno seguente si troverà di stanza nella Carolina del Sud, quando venne incaricato di rappresentare nel dettaglio le operazioni d'assedio di Morris Island dirette da Quincy Adams Gillmore.

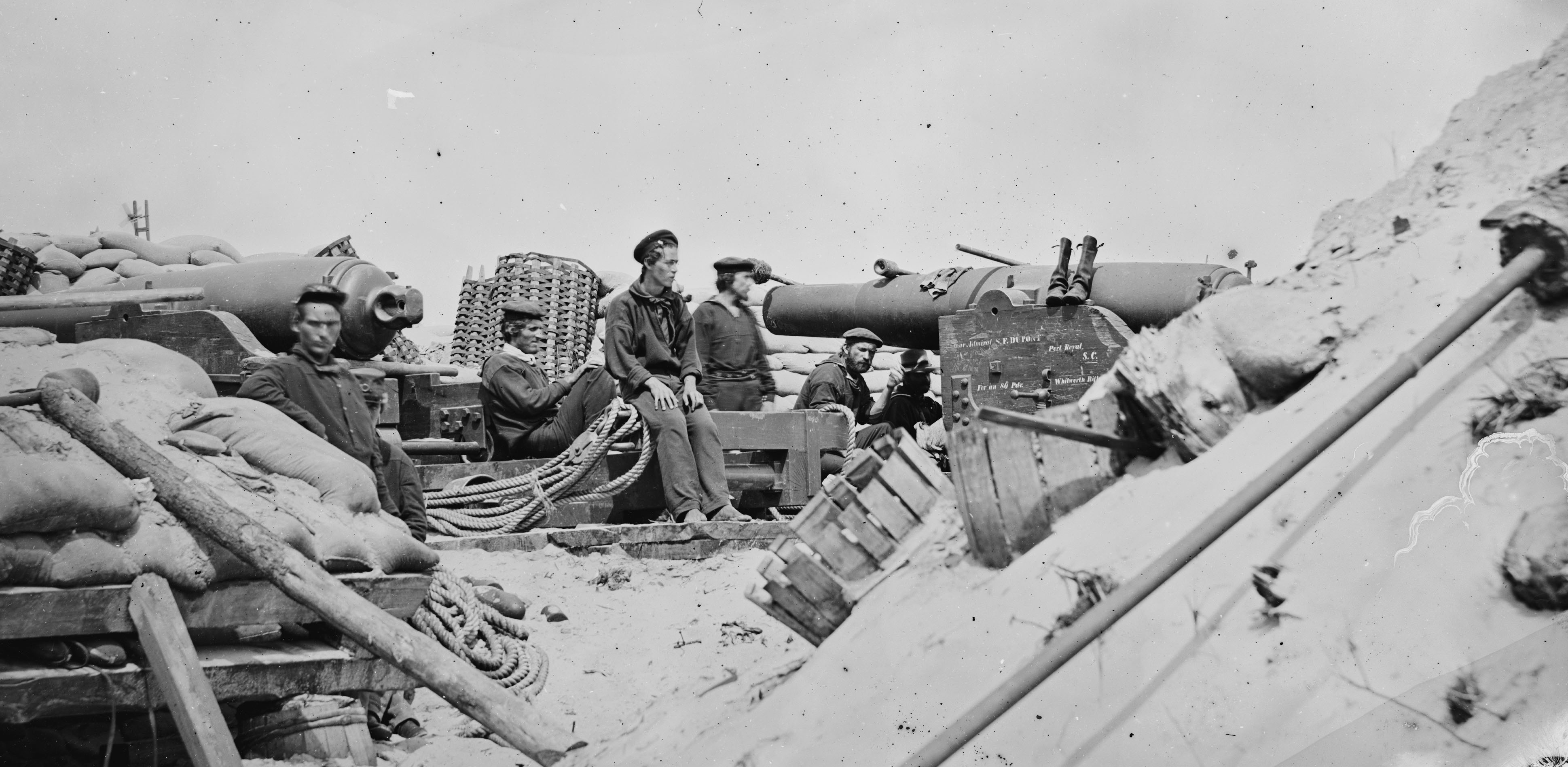
Morris Island conquistata dall'Union Army nel 1865.

A quel tempo si fa risalire la collaborazione con il fotografo dell'esercito Washington Peale, figlio dell'artista di Filadelfia James Peale Jr. Alla coppia vengono accreditate dozzine di vedute inerenti alle attività dell'Union Army nella regione Sud-carolina tra cui Folly Island, Fort Sumter, Charleston Harbour, Lighthouse Inlet e Morris Island.
A causa di imprecisati problemi di salute si dimise dal mandato che gli era stato affidato, pur continuando a scattare foto per il Dipartimento della guerra degli Stati Uniti; in seguito le tracce della sua vita vengono perdute. Di particolare significato storico vi è il "campo non identificato" della coppia, ma che sembra essere stato riconosciuto nell'anno 2000 dall'autore Jack Thompson con la costa Sud-carolina; egli la considera una tra le prime immagini al mondo ritraenti un momento di combattimento reale.
Raffigura alcune navi da battaglia di classe Monitore assieme all'"USS New Ironsides" in azione al largo di Morris Island; per la foto è stata suggerita la data dell'8 settembre. In ogni caso nel corso di quell'azione la fregata dotata di 17 torrette stava ingaggiando uno scontro a fuoco contro Fort Moultrie bombardandolo da meno di mezzo miglio di distanza.
In realtà fu il fotografo sudista George Smith Cook a immortalare quel giorno la nave con i nuovi Ironside e le tre imbarcazioni corazzate d'appoggio a far da controllori lanciati a Fort Moultrie quell'8 di settembre sporgendosi dal parapetto del Fortino nel corso della seconda battaglia di Fort Sumter, mentre la stessa fortezza era già stata bombardata dal monitore degli Ironclad "Weehawken", quando si fermò al largo di Cummings Point.

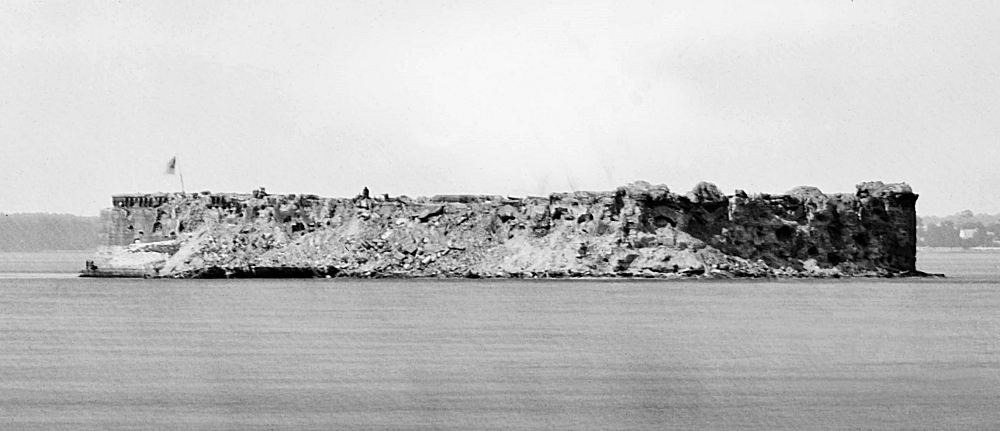
Fort Sumter nel 1865.

Un'opportunità eccellente e molto più plausibile per Haas e Peale di aver catturato l'immagine dell'"USS New Ironsides" in azione sarebbe stato invece nel corso del periodo prolungato a partire dal 5 di settembre, quando per 36 ore consecutive le corazzate dell'Union Navy cannoneggiarono le batterie dell'artiglieria Wagner e Gregg, prima dell'evacuazione fatta scattare dai ribelli ed avvenuta il 7 di settembre.

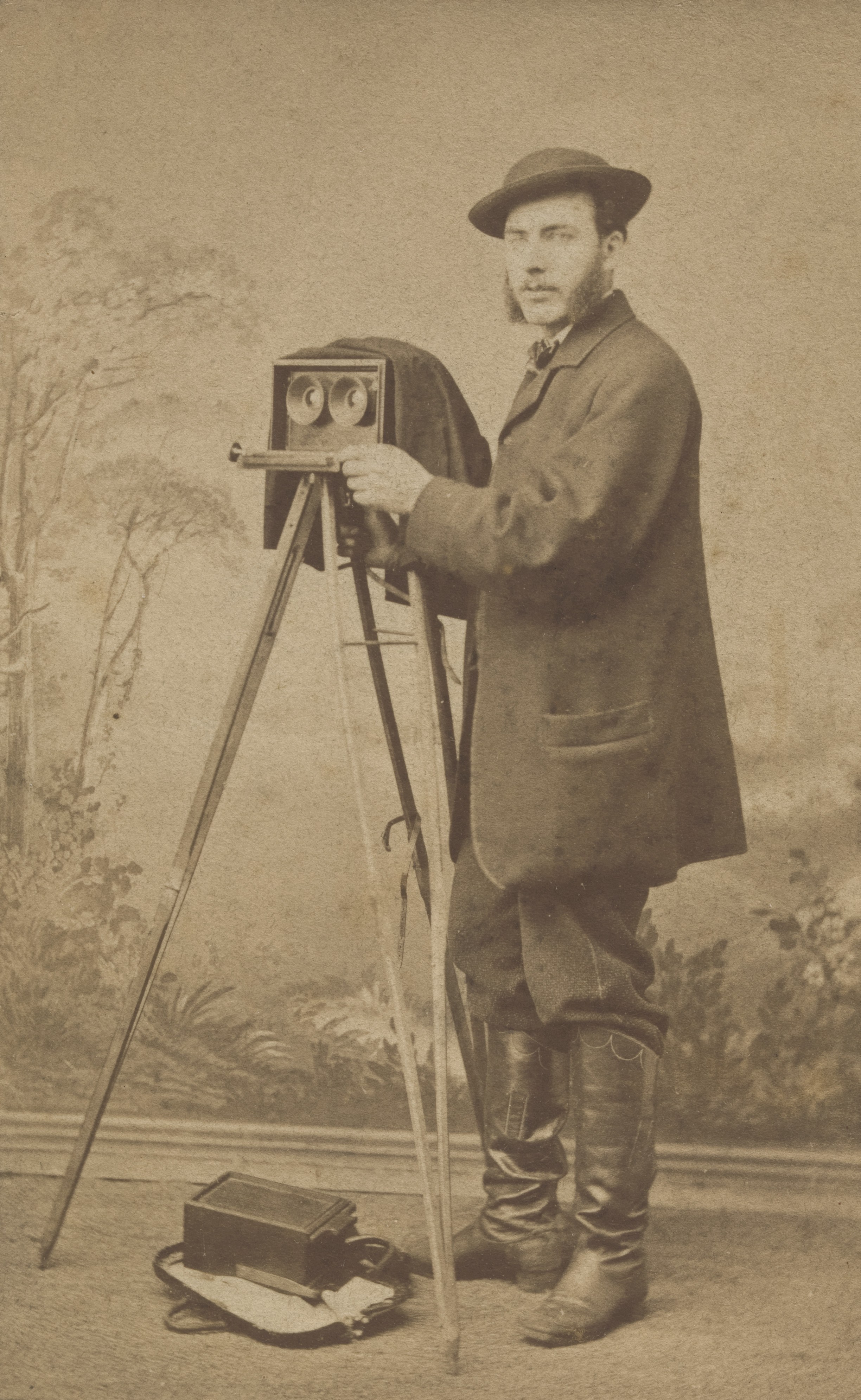
John Carbutt.

### John Carbutt
John Carbutt (1832 - 1905) nacque a Sheffield. La sua prima tappa nell'America settentrionale fu il Canada; l'annuario della città di Chicago del 1861 è il primo a riportare il suo nome negli Stati Uniti d'America.

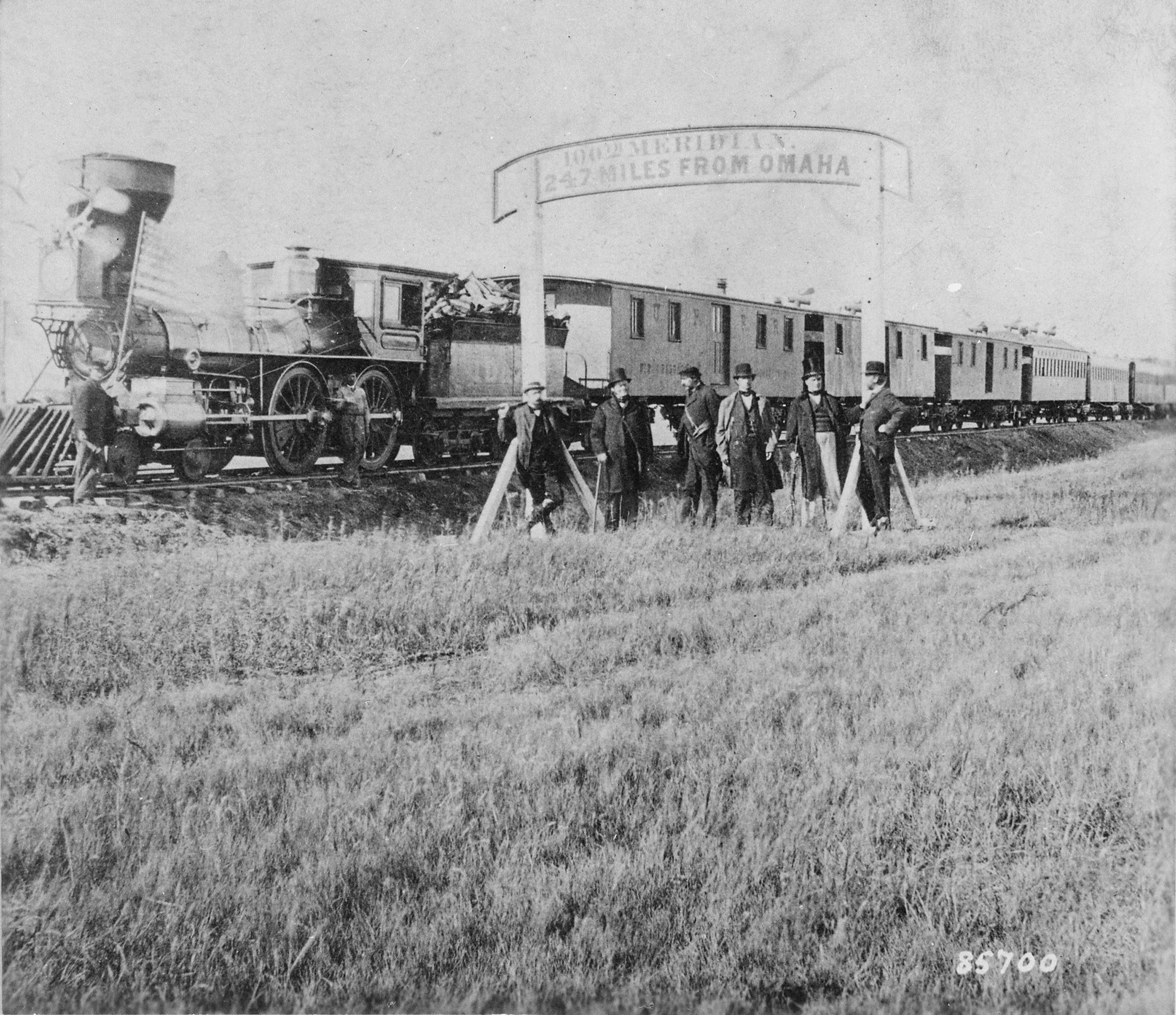
Un treno dell'Union Pacific Railroad.

Nel corso dei primi anni 1860 fu un prolifico produttore di stereovisioni della metropoli dell'Illinois, dell'alto corso del Mississippi (fiume) e del "Grande West". Queste ultime immagini includevano la costruzione della Union Pacific Railroad e vari ritratti di Nativi americani degli Stati Uniti d'America.
Carbutt può essere meglio riconosciuto per i suoi significativi contributi dati all'avanzamento dei processi fotografici tra la seconda metà del XIX secolo e l'inizio del XX.
Fu tra i primi fotografi a sperimentare con la luce al magnesio (nel gennaio del 1865) e con le piastre a secco già nel 1864; iniziò a produrre lastre asciutte commerciali a partire dal 1879. Assieme al Dr. Arthur W. Goodspeed produsse le prime fotografie a raggi X nel febbraio del 1896.

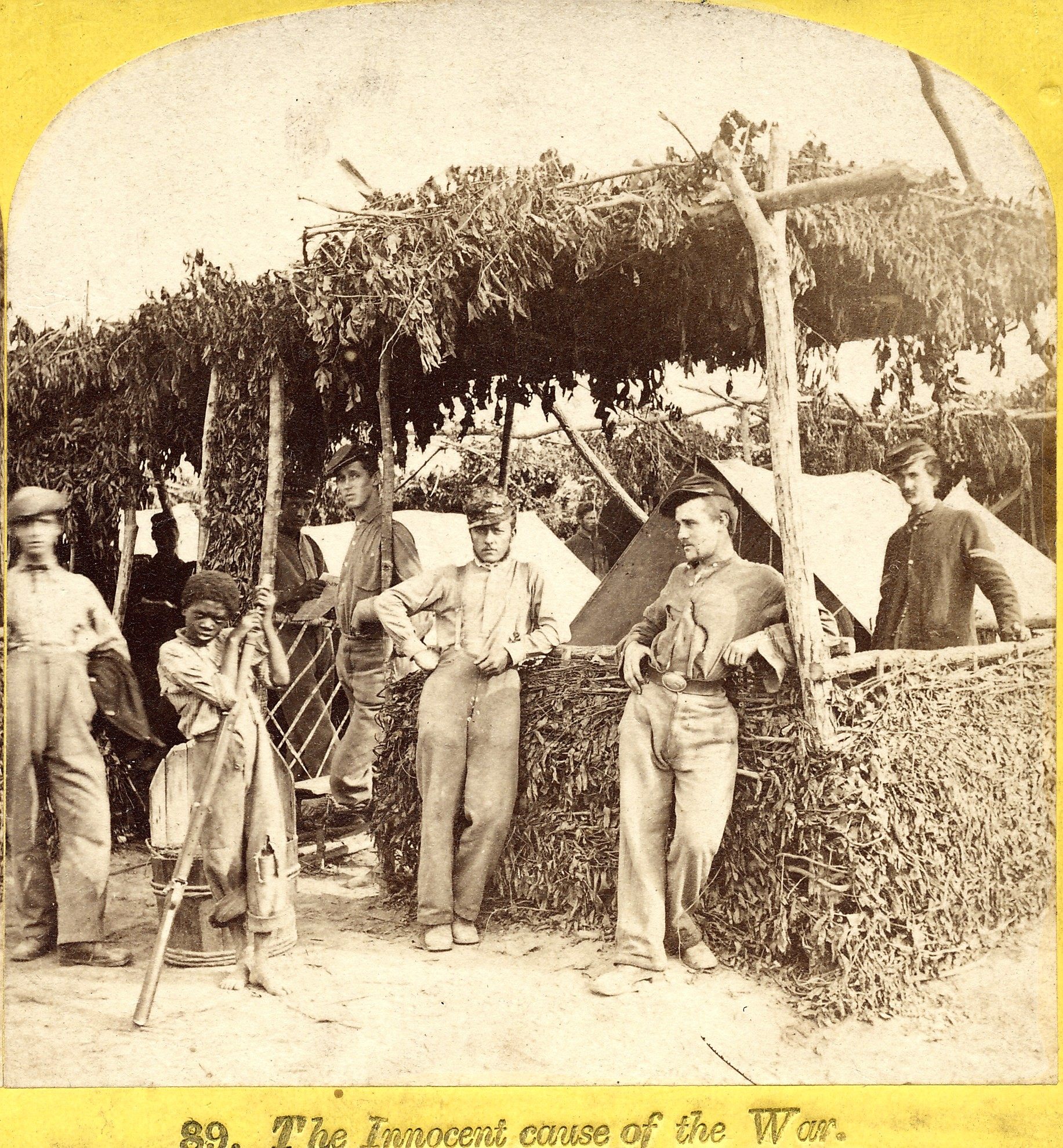
Il 134th Illinois Regiment.

Non sorprende quindi che il suo biografo William Brey menzioni a malapena le fotografie della guerra di secessione americana; la sua più vasta produzione conosciuta del periodo è costituita da circa 40 stereotipie della 134ª fanteria dell'Illinois accampata a Columbus (Kentucky). Essa era un'unità militare terrestre volontaria a tempo limitato la quale si trovò in sito dal giugno del 1864 fino all'ottobre seguente.
Il treno funebre di Lincoln venne fotografato da Carbutt mentre attraversava Chicago il 1º maggio del 1865 e lo seguì fino a Springfield (Illinois) ove fece degli scatti dell'abitazione del presidente (l'odierna Lincoln Home National Historic Site). L'ultima grande "Sanitary Fairs" si tenne a Chicago nel giugno del 1865 e Carbutt era lì per fotografare l'interno e l'esterno della seconda Northwestern Soldiers Fair.
Sebbene la guerra fosse oramai terminata anche nelle "case del soldato" di Chicago e al Cairo (Illinois), lo Stato necessitava di finanziamenti continui e la fiera contribuì a coprire ulteriori spese aggiuntive della "Northwestern Sanitary Commission".

### Andrew D. Lytle

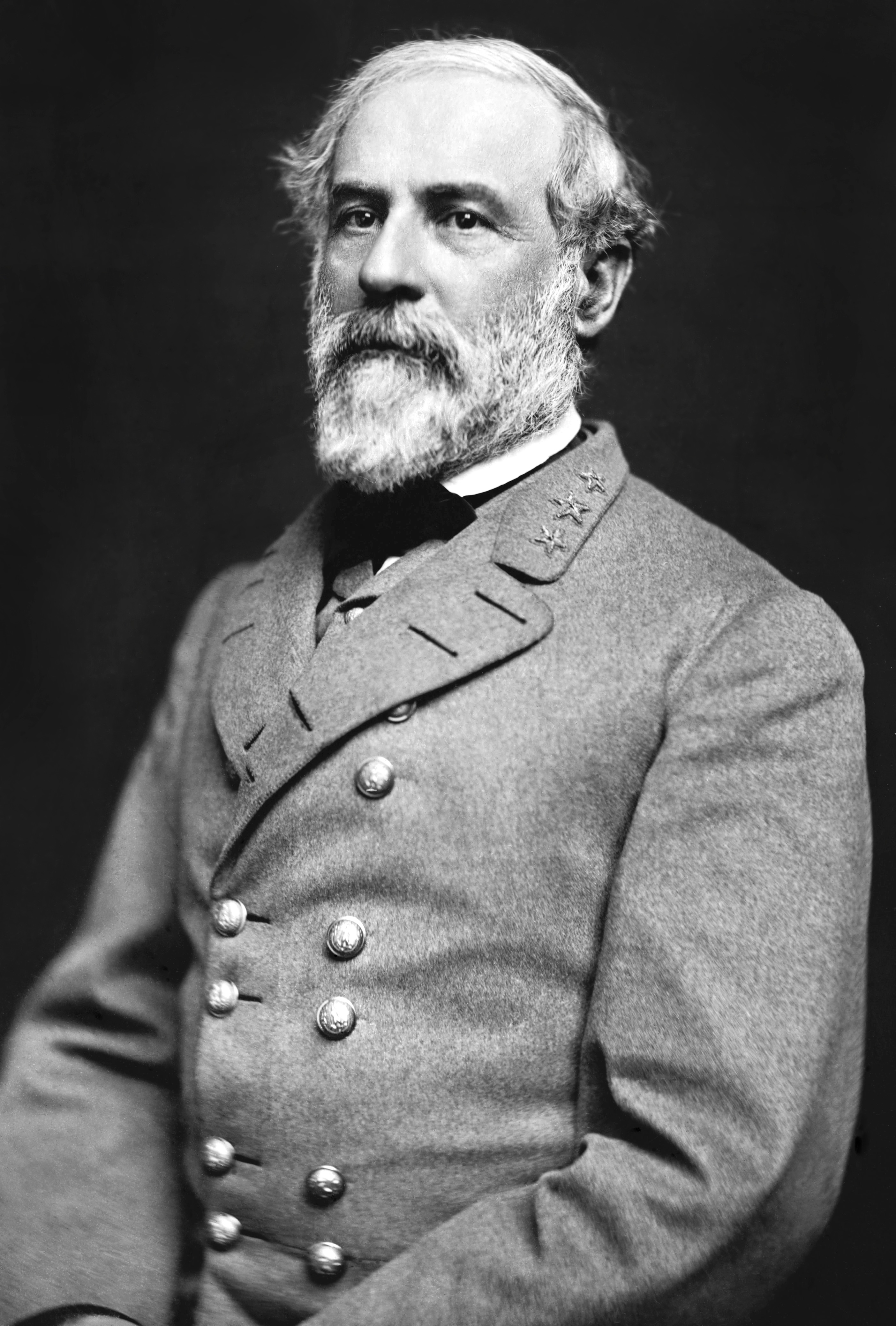
Robert Edward Lee nel 1864 fotografato da Julian Vannerson.

## Fotografi itineranti
Sono esistiti anche alcuni fotografi itineranti i quali ricevettero il permesso dai comandanti generali di stabilirsi all'interno di un loro accampamento, principalmente per lo scopo lucrativo di realizzare ritratti per i soldati, che avrebbero poi potuto essere inviati ai propri cari come ricordo.

## Altri
Tra gli altri nomi di coloro le cui immagini di guerra si sono conservate si possono citare gli scatti del chimico Reed Brockway Bontecou, di Egbert Guy Fowx, di James Gardner, di Carl Caspar Giers, di A. Kientzle, di George Thomas Lape, di Harvey Roberts Marks, di George W. Minnis e Daniel T. Cowell, di Alma Alfred Pelot, di Theodore M. Schleier, di William H. Weaver ed infine anche quelli di Wenderoth, Taylor & Brown.

## Misure fiscali
Nel settembre del 1862 agli studi fotografici del Nord fu richiesto di acquistare una licenza annuale, mentre a partire dall'agosto del 1864 i fotografi avrebbero dovuto acquistare anche le marche di francobollo. L'imposta sulle foto (la ""Sun Picture" tax") venne istituita dall'Ufficio delle entrate interne come mezzo per aiutare a finanziare la guerra.
La tassazione fu di 1, 2, 3 o 5 centesimi, a seconda del prezzo della foto (1-10 ¢, 10-25 ¢, 25-50 ¢, 50- $ 1 rispettivamente); tuttavia non esisteva ancora un francobollo speciale creato appositamente per la fotografia, quindi le marche da bollo americane erano originariamente destinate ai controlli bancari, alle carte da gioco, ai certificati, alle proprietà, alle polizze di carico ecc.
In gran parte a causa degli sforzi di lobbying attuati da Alexander Gardner, Mathew B. Brady, Jeremiah Gurney e Charles D. Fredericks, la tassa sarà abrogata nel 1866.

## Eredità
I risultati degli sforzi congiunti di tutti i fotografi della guerra civile possono essere ancora visti in quasi tutti i testi riguardanti il conflitto; in termini di storia della fotografia la guerra di secessione americana è lo scontro con la migliore copertura per immagini dell'intero XIX secolo. Ha preceduto in via diretta lo sviluppo del fotogiornalismo bellico della seconda guerra mondiale, della guerra di Corea e della guerra del Vietnam.
Il numero di fotografie disponibili contrasta nettamente con la scarsità di immagini ottenute da varie guerre successive come il Grande gioco tra l'impero russo e l'impero britannico nell'Asia centrale e nel corso della Seconda guerra anglo-afghana, la guerra franco-prussiana e le varie imprese belliche del colonialismo europeo precedenti alla Seconda guerra boera.

## Panoramica di Ritratti

### Nordisti

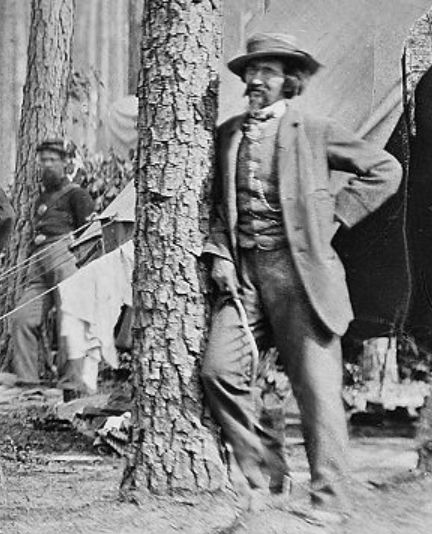
Mathew B. Brady nel 1864
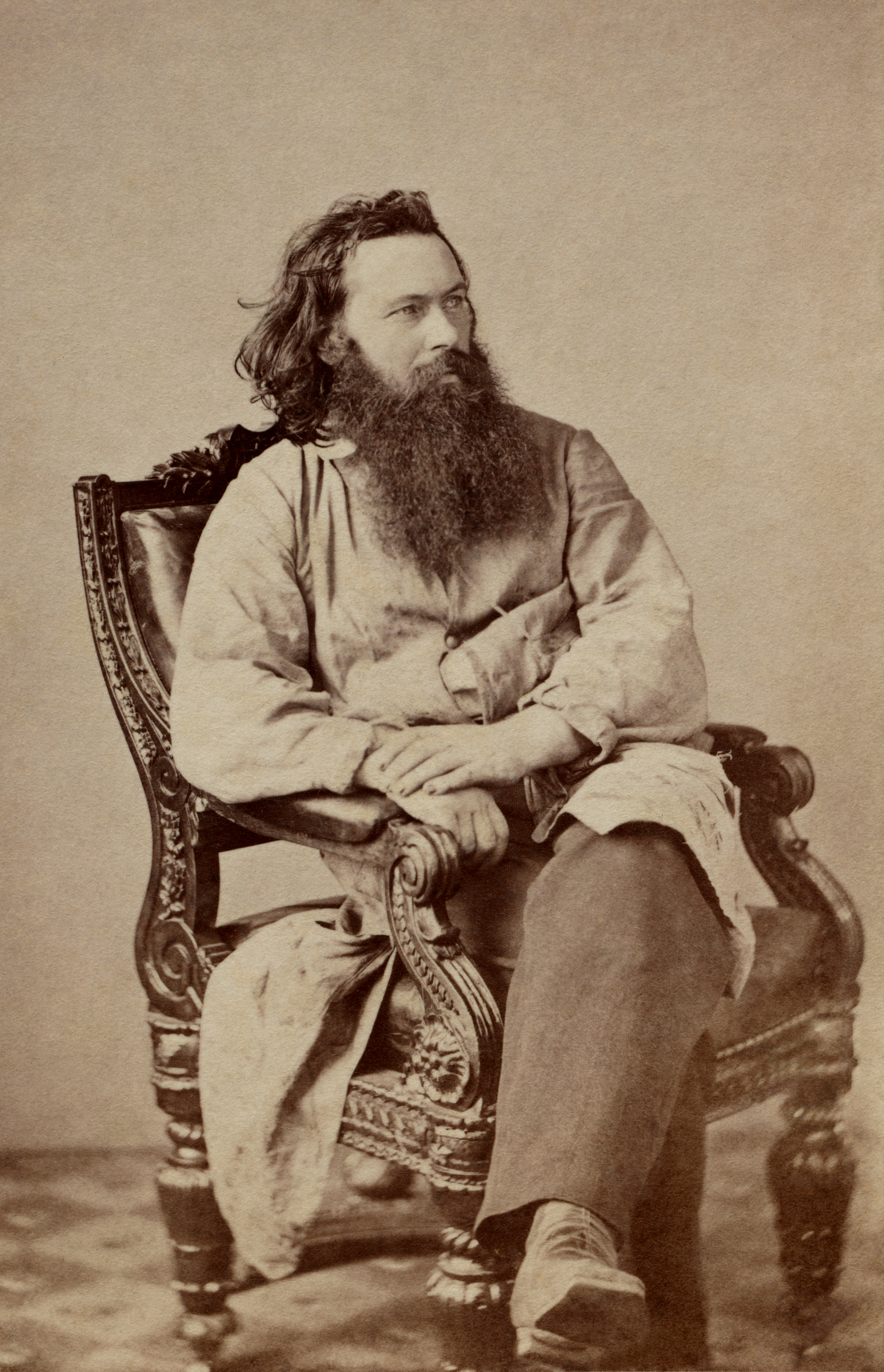
Alexander Gardner nel 1863
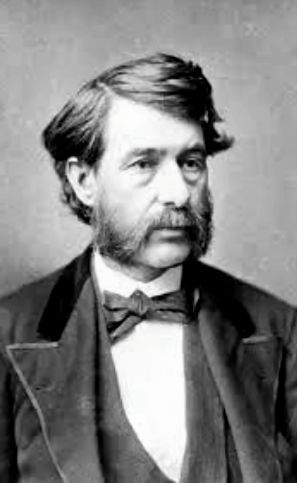
George Norman Barnard nel 1866 circa
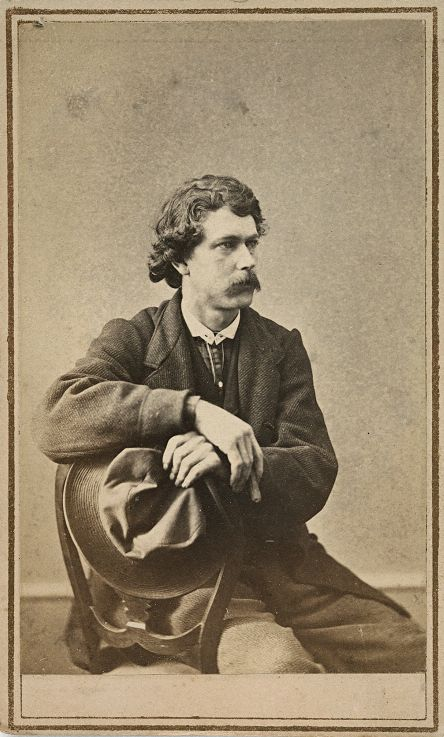
Timothy O'Sullivan nel 1864 circa
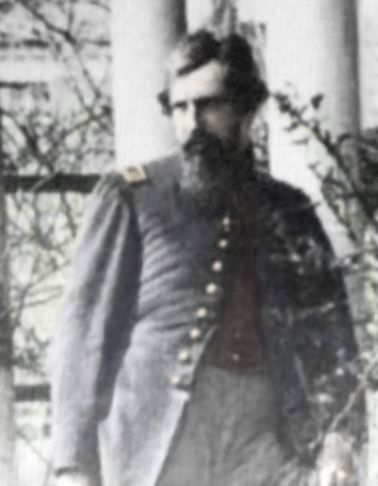
Andrew Joseph Russell nel 1863
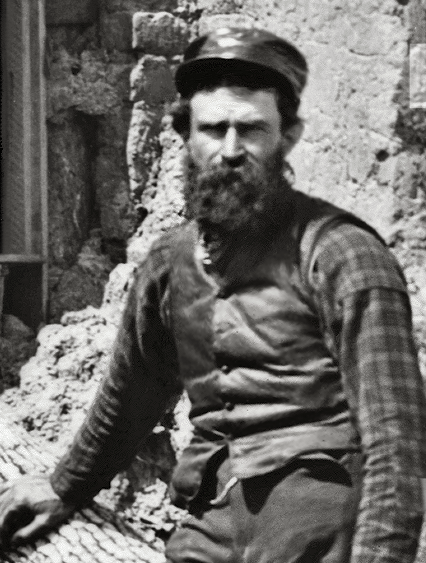
Thomas C. Roche nell'aprile del 1865
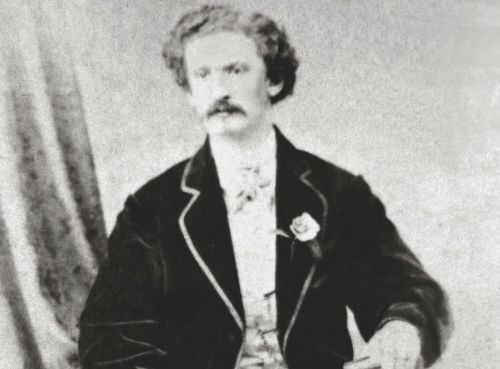
Jacob Frank Coonley nel 1865 circa
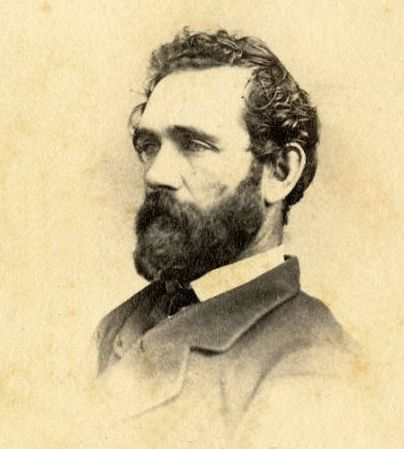
Samuel Abbot Cooley nel 1864 circa
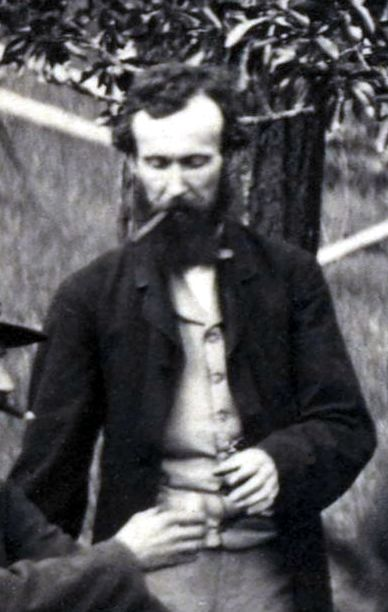
John Reekie nel giugno del 1865
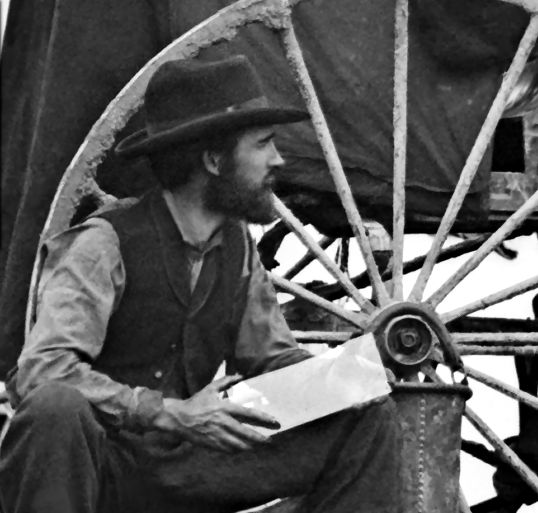
David B. Woodbury nel luglio del 1864
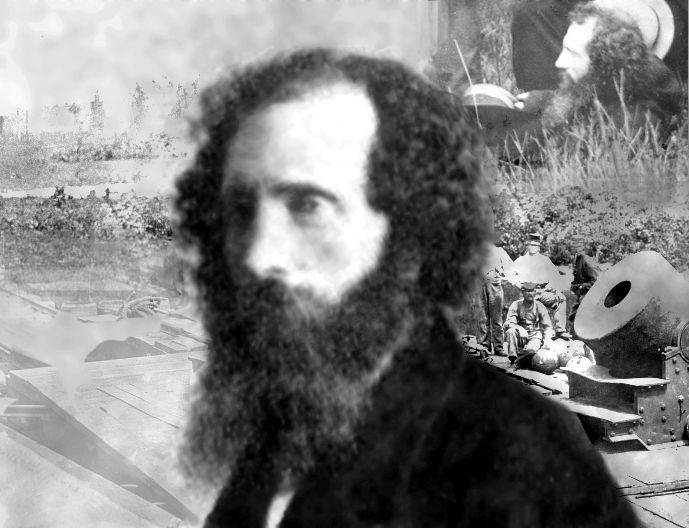
David Knox nel novembre del 1865
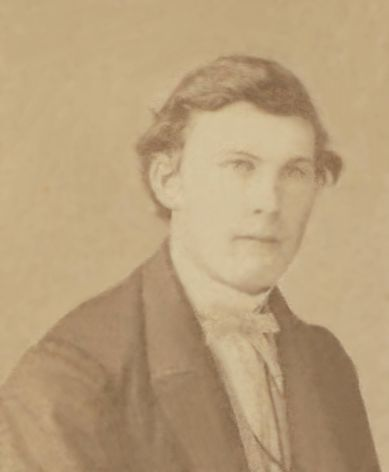
William Redish Pywell nel 1862 circa
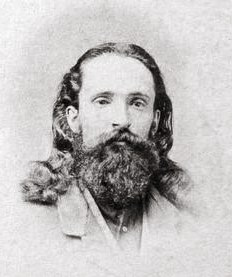
William Frank Browne nel 1863
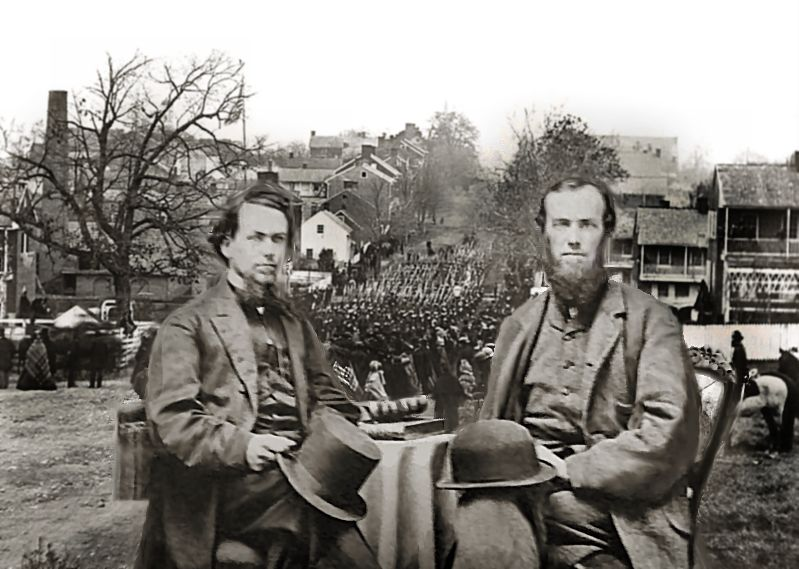
Isaac G. e Charles Tyson nel 1863 circa
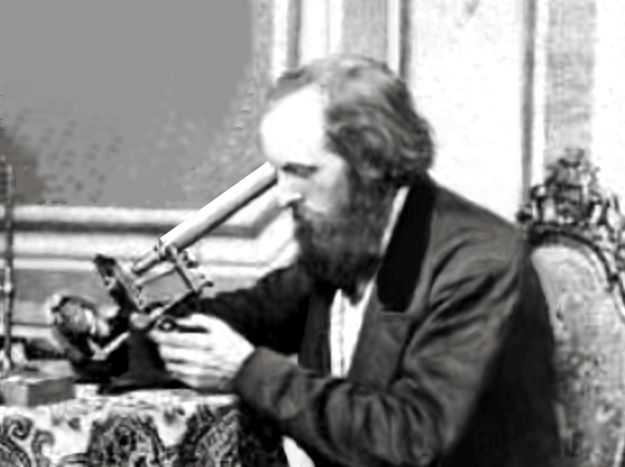
George Stacy nel 1864 circa
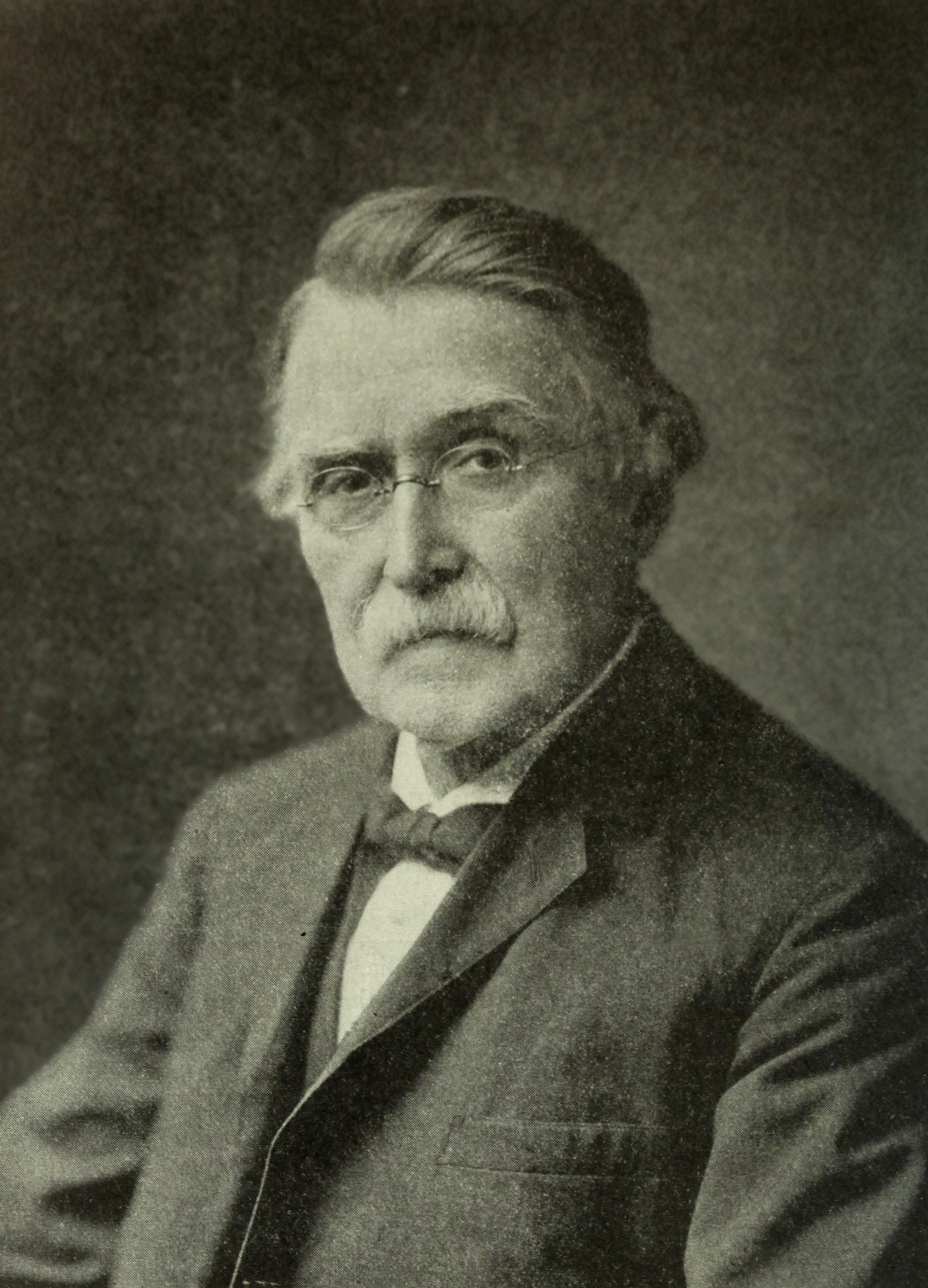
Frederick Gutekunst
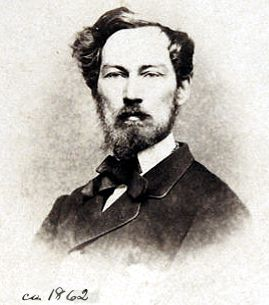
Edward Thompkins Whitney nel 1862 circa
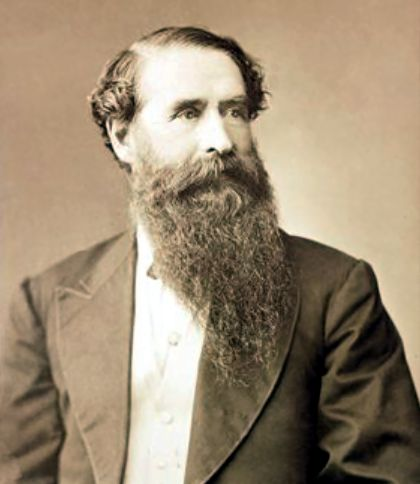
Jeremiah Gurney nel 1869 circa
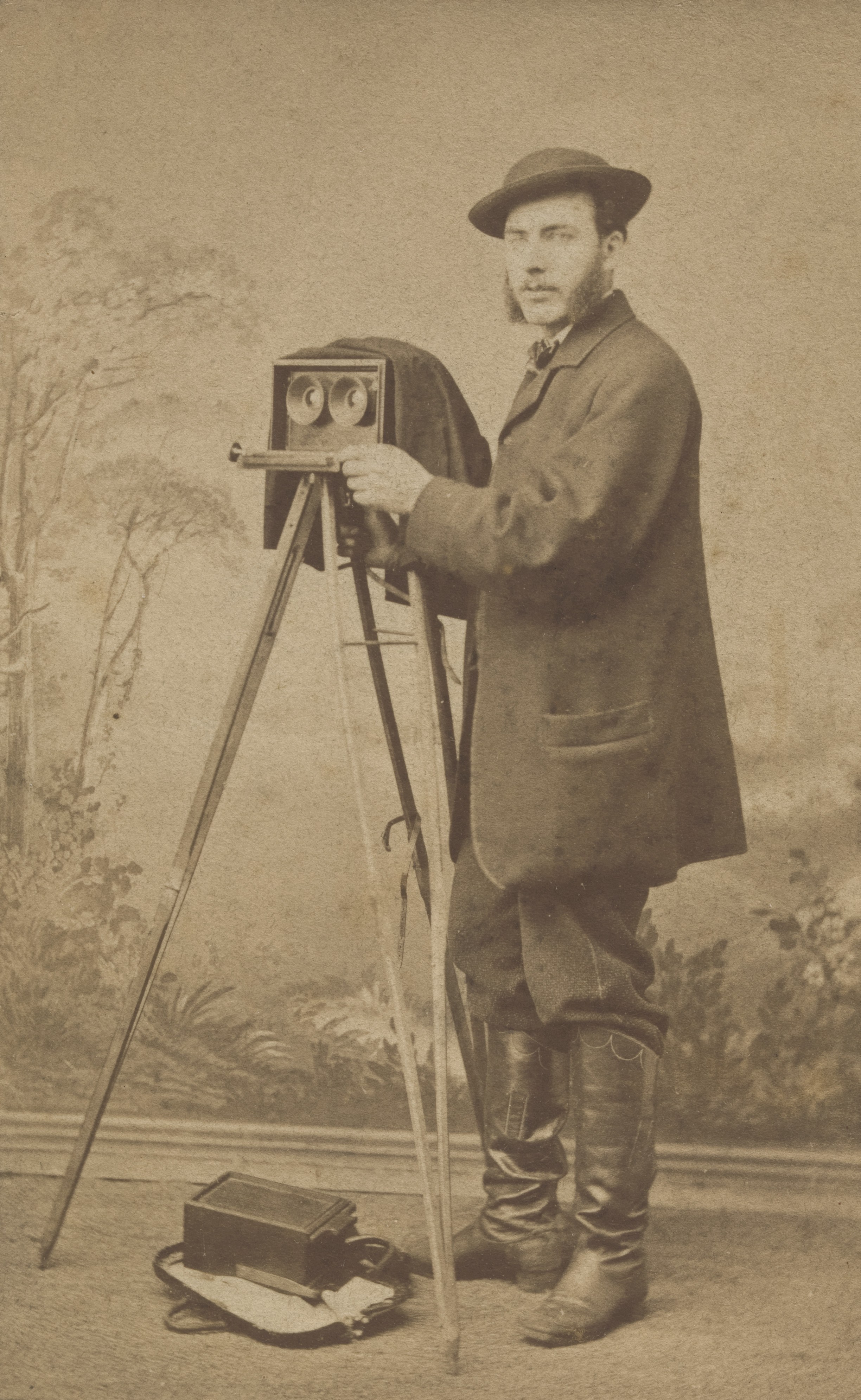
John Carbutt nel 1865

### Sudisti

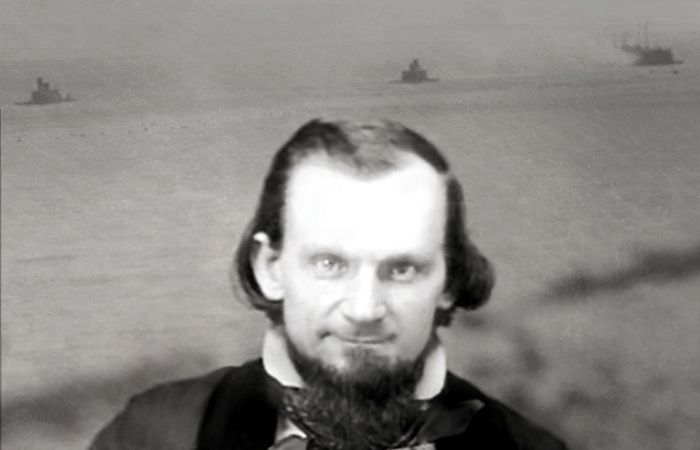
G. S. Cook.

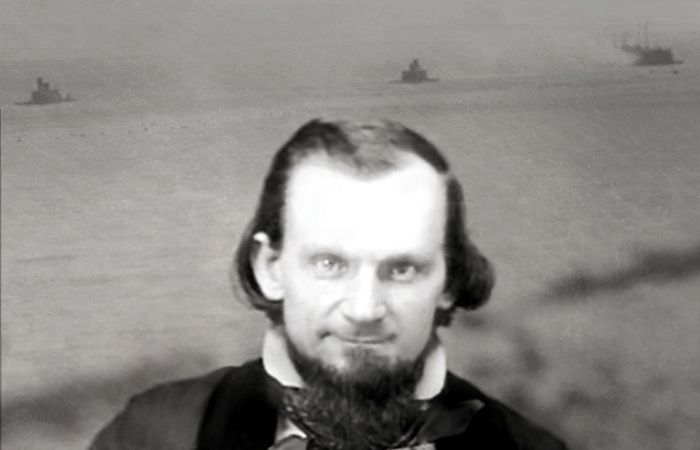
George Smith Cook nel 1856 circa
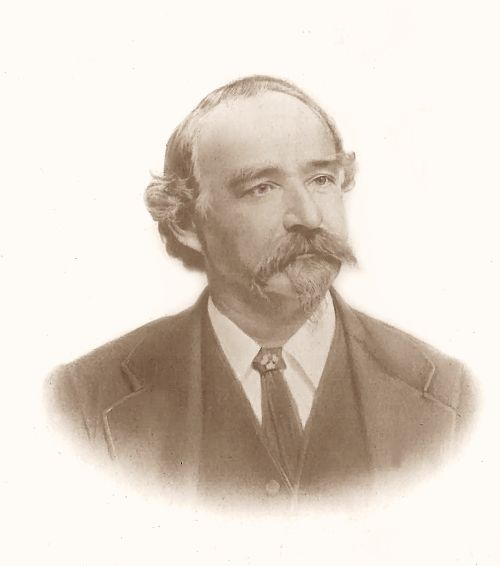
Frederick Eugene Durbec nel 1902 circa
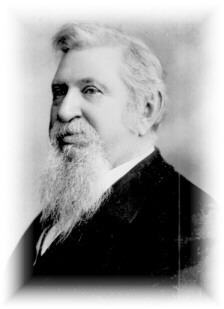
Andrew David Lytle nel 1902 circa

### Altri

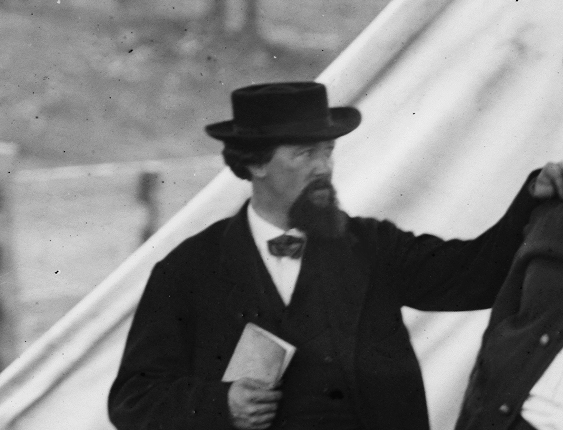
William Morris Smith, luglio 1865
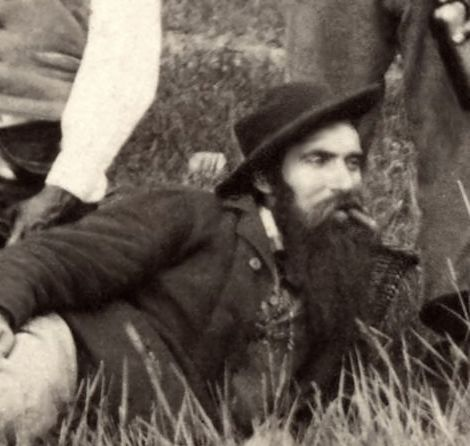
James Gardner, 11 giugno 1865
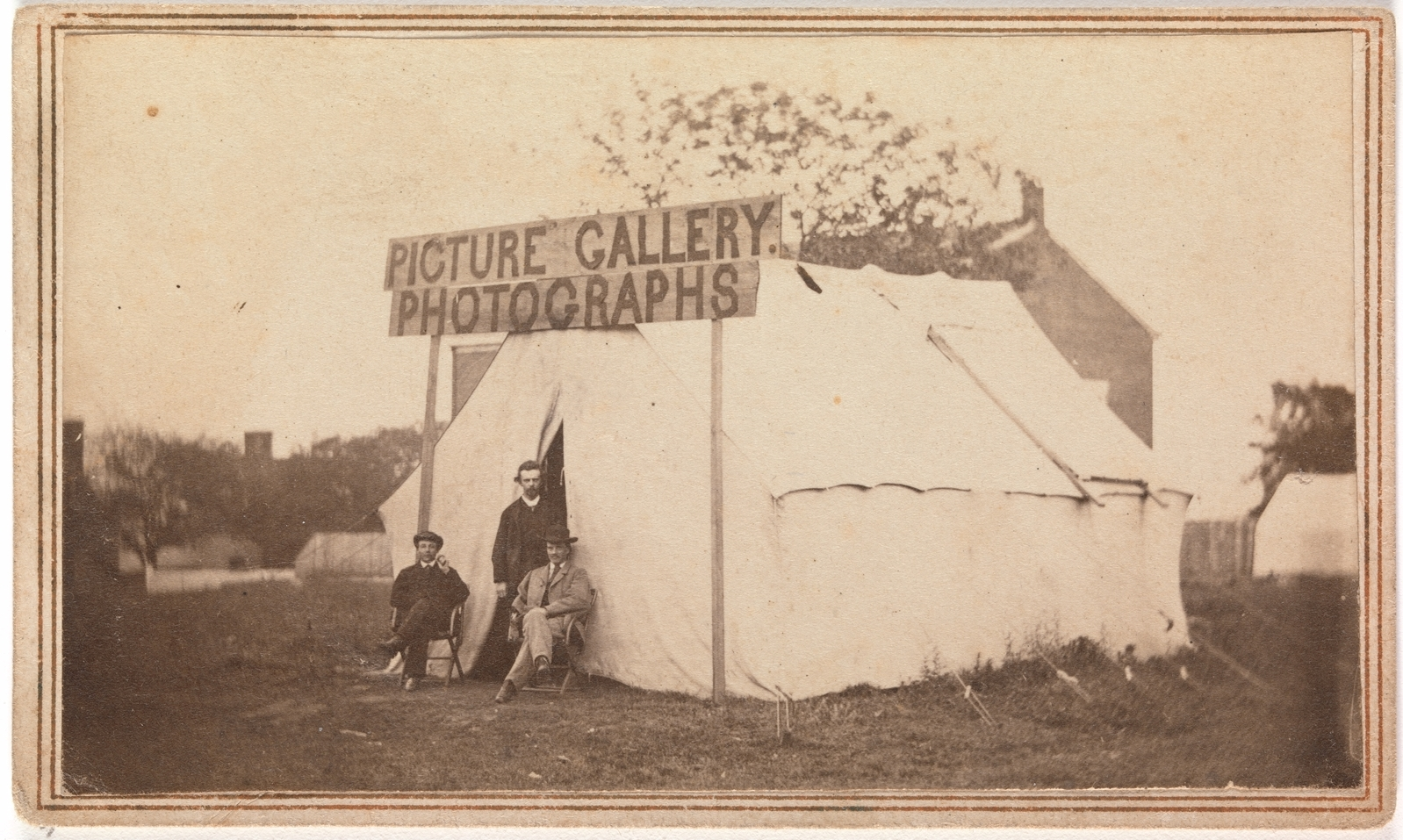
Centinaia di fotografi hanno fornito servizi fotografici sul campo durante la guerra civile

### Mathew B. Brady
- Mary Panzer, Mathew Brady and the Image of History, Washington, D.C., Smithsonian Books, 1997, ISBN 1-58834-143-7.
- Wilson, Robert (2013). Mathew Brady: Portraits of a Nation. London: Bloomsbury, 2013, ISBN 978-1-62040-203-0.

### Alexander Gardner
- Biographical Sketch" in "Glass Plate Negative of Alexander Gardner Abraham Lincoln Portrait, ca. 1864 (PDF), su indianahistory.org, Indiana Historical Society, 6 febbraio 2012. URL consultato il 5 novembre 2012 (archiviato dall'url originale il 15 settembre 2012).
- Gallman, J. Matthew and Gary W. Gallagher (a cura di), Lens of War: Exploring Iconic Photographs of the Civil War, Athens, GA, University of Georgia Press, 2015.
- Gardner, Alexander, Gardner's Photographic Sketch Book of the Civil War, New York, Dover Publications, 1959  [1865–1866]. online version
- Lowry, Richard S., The Photographer and the President: Abraham Lincoln, Alexander Gardner, and the Images That Made a Presidency, New York, Rizzoli Ex Libris, 2015.
- Katz, Mark D., Witness to an Era: The Life and Photographs of Alexander Gardner, New York, Viking Studio, 1990.
- Steiner, Keith, Witness to an Era: The Life and Photographs of Alexander Gardner, Troubador, 2013.
- Steiner, Keith, Alexander Gardner: Visionary Photographer of the American Civil War, Viking Studio.

### Timothy O'Sullivan
- Horan, James D. Timothy O’Sullivan, America’s Forgotten Photographer (New York: Bonanza Books, 1966). ISBN 0-517-00259-0
- Frassanito, William A. Early Photography at Gettysburg. Gettysburg, PA: Thomas Publications, 1995. ISBN 1-57747-032-X.
- Biography of Timothy H. O'Sullivan from The Getty Museum
- The Life of Timothy H. O'Sullivan from the Tucson Weekly, March 31, 2003 by Margaret Regan. Accessed July 29, 2010.

### Fredrick Gutekunst
- Frederick Gutekunst: Dean of American Photographers exhibit at the University of the Sciences; Philadelphia 2006
- Wilson’s Photographic Magazine; Dec. 1913, vol. L, no. 712, page 537
- Philadelphia: A History of the City & Its People by Ellis Paxon Oberholtzer, page 134
- Philadelphia Photographers: 1840 – 1900 by William & Marie Brey
- The Photographer; vol. 2, no. 31 Nov 26, 1904, page 69
- The Studio of F. Gutekunst, Philadelphia. In: The Photographic Times and American Photographer, Vol. XIII., Scovill, New York 1883, page 572f.

### Jeremiah Gurney
- Peterson, Christian A. Chaining the Sun: Portraits by Jeremiah Gurney, ISBN 978-0-8166-3656-3, University of Minnesota Press (1999)